# Listas do Património Cultural Imaterial da Humanidade

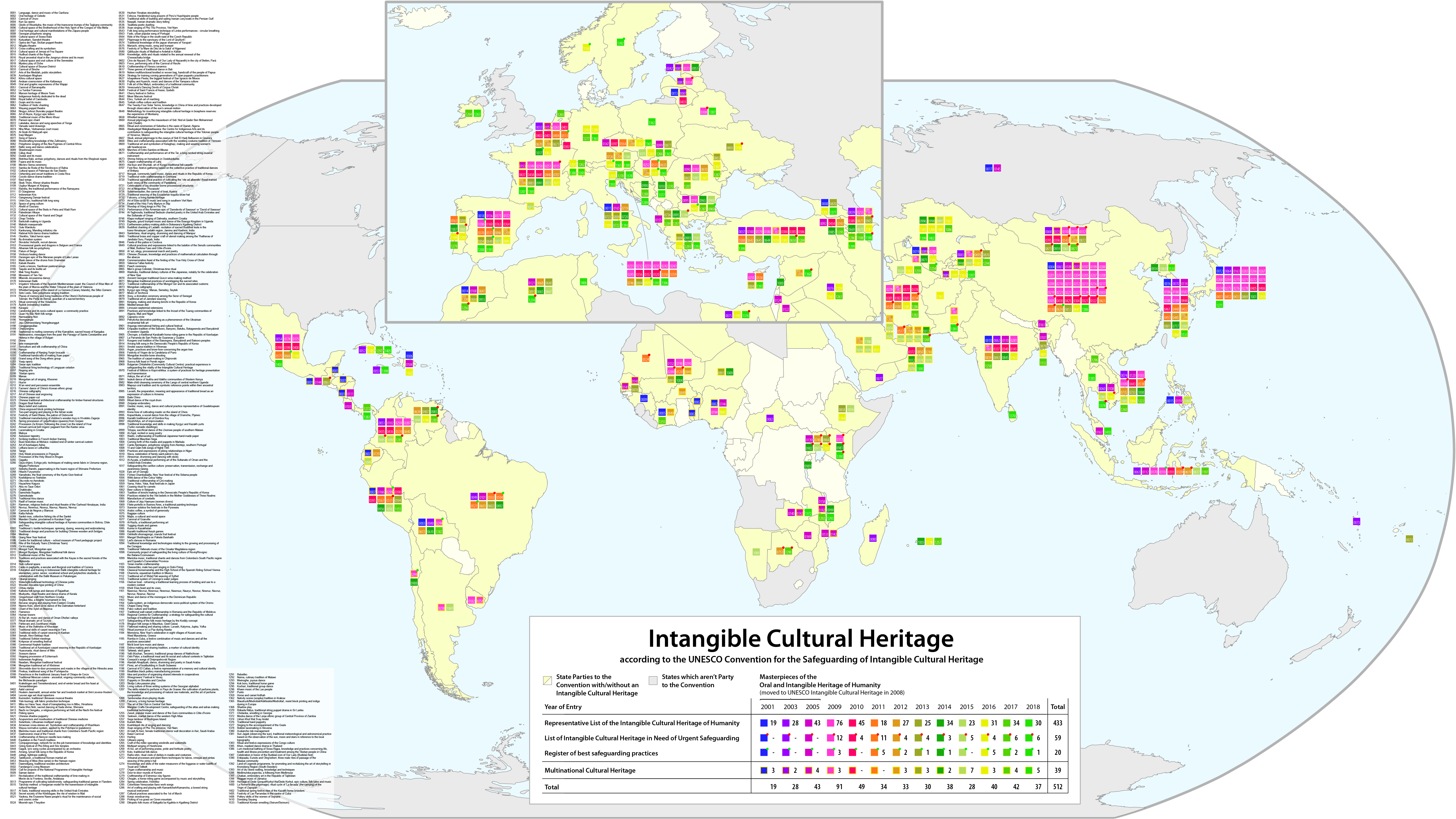
Mapa com a distribuição das Obras-primas do Património Oral e Imaterial por estados signatários em 2014.
As propriedades transfronteiriças estão assinaladas uma vez em cada país.

As Listas do Património Cultural Imaterial da Humanidade foram estabelecidas pela UNESCO para garantir a melhor protecção dos importantes patrimónios culturais intangíveis em todo o mundo e a consciência da sua importância. Através de um compêndio dos diferentes tesouros orais e imateriais da humanidade em todo o mundo, o programa tem como objectivo chamar a atenção para a importância da salvaguarda do património intangível, que foi identificado pela UNESCO como um componente essencial e um repositório de diversidade cultural e da expressão criativa.
O programa tem actualmente duas listas. A maior, Lista Representativa do Património Cultural Imaterial da Humanidade, junta "práticas e expressões [que] ajudam a demonstrar a diversidade desse património e aumentar a consciencialização sobre a sua importância." A mais pequena, Lista do Património Cultural Imaterial da Humanidade com Necessidade Urgente de Salvaguarda, é composta por elementos culturais que causa preocupação às comunidades e aos países que consideram necessárias medidas urgentes para mantê-los vivos.
Em 2013, foram inscritos quatro elementos na Lista do Património Cultural Imaterial da Humanidade com Necessidade Urgente de Salvaguarda, o que ajuda os Estados Membros a mobilizar a cooperação e a assistência internacional para assegurar a transmissão desse património, com a participação das comunidades em causa.

## Objectivos
Este programa foi estabelecido para:
- Levar o público a reconhecer, salvaguardar e revitalizar o património imaterial;
- Avaliar e inventariar a herança cultural intangível em todo o mundo;
- Incentivar os Estados a estabelecer inventários nacionais e tomarem medidas legais e administrativas relevantes;
- Encorajar os portadores do conhecimento a identificar, revitalizar e salvaguardar a sua herança.

## Lista Representativa do Património Cultural Imaterial da Humanidade
A Lista Representativa do Património Cultural Imaterial da Humanidade contém elementos patrimoniais culturais intangíveis que "ajudam a demonstrar a diversidade do património [cultural] e consciencializam sobre a sua importância".
| Member state | Elemento[A] | Ano de proclamação[B] | Ano de Inscrição[C] | Região[D]          | Referência      |
| --- | --- | --------------------- | ------------------- | ------------------ | --------------- |
| Albânia | Iso-polifonia folclórica albanesa | 2005                  | 2008                | ENA                | [ 3 ]           |
| Argélia | Ahellil de Gourara | 2005                  | 2008                | AST                | [ 4 ]           |
| Argélia | Rituais e artesanato associado à tradição de vestuário dos casamentos de Tremecém |                       | 2012                | AST                | [ 5 ]           |
| Argélia | Peregrinação anual ao mausoléu de Sidi 'Abd el-Qader Ben Mohammed (Sidi Cheikh) |                       | 2013                | AST                | [ 6 ]           |
| Argélia | Ritual e cerimónias de Sebeïba no oásis de Djanet, Argélia |                       | 2014                | AST                | [ 7 ]           |
| Argélia | Sbuâ, peregrinação anual ao zawiya de Sidi El Hadj Belkacem em Gourara |                       | 2015                | AST                | [ 8 ]           |
| Argélia · Mali · Níger | Práticas e conhecimento ligados ao Imzad das comunidades Tuareg da Argélia, Mali e Níger |                       | 2013                | AFR, AST           | [ 9 ]           |
| Andorra · Espanha · França | Festivais de fogo do solstício de Verão]] nos Pirenéus |                       | 2015                | ENA                | [ 10 ]          |
| Argentina | Filete porteño em Buenos Aires, uma técnica tradicional de pintura |                       | 2015                | LAC                | [ 11 ]          |
| Argentina · Uruguai | Tango |                       | 2009                | LAC                | [ 12 ]          |
| Arménia | Duduk e a sua música | 2005                  | 2008                | ENA                | [ 13 ]          |
| Arménia | Cachecares arménios. Simbolismo e artesanato de Cachecar |                       | 2010                | ENA                | [ 14 ]          |
| Arménia | Desempenho do épico arménio de Temerários de Sassoun ou 'David de Sassoun' |                       | 2012                | ENA                | [ 15 ]          |
| Arménia | Lavash, the preparation, meaning and appearance of traditional bread as an expression of culture in Armenia                                                                                               |                       | 2014                | ENA                | [ 16 ]          |
| Arménia | Kochari, traditional group dance |                       | 2017                | ENA                | [ 17 ]          |
| Austria | Schemenlaufen, o carnaval de Imst |                       | 2012                | ENA                | [ 18 ]          |
| Austria | Classical horsemanship and the High School of the Escola Espanhola de Equitação |                       | 2015                | ENA                | [ 19 ]          |
| Azerbaijan | Azerbaijani Mugham | 2003                  | 2008                | APA                | [ 20 ]          |
| Azerbaijan | Art of Azerbaijani Ashiq |                       | 2009                | APA                | [ 21 ]          |
| Azerbaijan | Traditional art of Azerbaijani carpet weaving in the Republic of Azerbaijan |                       | 2010                | APA                | [ 22 ]          |
| Azerbaijan | Craftsmanship and performance art of the Tar, a long-necked string musical instrument |                       | 2012                | APA                | [ 23 ]          |
| Azerbaijan | Traditional art and symbolism of Kelaghayi, making and wearing women's silk headscarves |                       | 2014                | APA                | [ 24 ]          |
| Azerbaijan | Copper craftsmanship of Lahij |                       | 2015                | APA                | [ 25 ]          |
| Azerbaijan | Dolma making and sharing tradition, a marker of cultural identity |                       | 2017                | APA                | [ 26 ]          |
| Azerbaijan · Iran | Art of crafting and playing with Kamantcheh/Kamancha, a bowed string musical instrument |                       | 2017                | APA                | [ 27 ]          |
| Afghanistan · Azerbaijan · India · Iran · Iraq · Kazakhstan · Kyrgyzstan · Pakistan · Tajikistan · Turkey · Turkmenistan · Uzbekistan                                                                                        | Nawrouz, Novruz, Nowrouz, Nowrouz, Nawrouz, Nauryz, Nooruz, Nowruz, Navruz, Nevruz, Nowruz, Navruz |                       | 2016                | APA                | [ 28 ]          |
| Bangladesh | Baul songs | 2005                  | 2008                | APA                | [ 29 ]          |
| Bangladesh | Traditional art of Jamdani weaving |                       | 2013                | APA                | [ 30 ]          |
| Bangladesh | Mangal Shobhajatra on Pahela Baishakh |                       | 2016                | APA                | [ 31 ]          |
| Bangladesh | Traditional art of Shital Pati weaving of Sylhet |                       | 2017                | APA                | [ 32 ]          |
| United Arab Emirates · Austria · Belgium · Czech Republic · Germany · France · Hungary · Italy · Kazakhstan · Coreia do Sul · Mongolia · Morocco · Pakistan · Portugal · Qatar · Saudi Arabia · Spain · Syrian Arab Republic | Falcoaria, um património humano vivo |                       | 2010                | AFR, APA, AST, ENA | [ 33 ]          |
| United Arab Emirates · Saudi Arabia · Oman · Qatar | Majlis, a cultural and social space | 2015                  | 2015                | ARB                | [ 34 ]          |
| United Arab Emirates · Saudi Arabia · Oman · Qatar | Arabic coffee, a symbol of generosity | 2015                  | 2015                | ARB                | [ 35 ]          |
| Belgium | Carnival of Binche | 2003                  | 2008                | ENA                | [ 36 ]          |
| Belgium | Procession of the Holy Blood in Bruges |                       | 2009                | ENA                | [ 37 ]          |
| Belgium | Aalst carnival |                       | 2010                | ENA                | [ 38 ]          |
| Belgium | Houtem Jaarmarkt, annual winter fair and livestock market at Sint-Lievens-Houtem |                       | 2010                | ENA                | [ 39 ]          |
| Belgium | Krakelingen and Tonnekensbrand, end-of-winter bread and fire feast at Geraardsbergen |                       | 2010                | ENA                | [ 40 ]          |
| Belgium | Leuven age set ritual repertoire |                       | 2011                | ENA                | [ 41 ]          |
| Belgium | Marches of Entre-Sambre-et-Meuse |                       | 2012                | ENA                | [ 42 ]          |
| Belgium | Shrimp fishing on horseback in Oostduinkerke |                       | 2013                | ENA                | [ 43 ]          |
| Belgium | Beer culture in Belgium |                       | 2016                | ENA                | [ 44 ]          |
| Belgium · France | Processional giants and dragons in Belgium and France | 2005                  | 2008                | ENA                | [ 45 ]          |
| Belize · Guatemala · Honduras · Nicaragua | Language, dance and music of the Garifuna | 2001                  | 2008                | LAC                | [ 46 ]          |
| Benim · Nigeria · Togo | Oral heritage of Guelede | 2001                  | 2008                | AFR                | [ 47 ]          |
| Bhutan | Mask dance of the drums from Drametse | 2005                  | 2008                | APA                | [ 48 ]          |
| Bolivia | Andean cosmovision of the Kallawaya | 2003                  | 2008                | LAC                | [ 49 ]          |
| Bolivia | Carnival of Oruro | 2001                  | 2008                | LAC                | [ 50 ]          |
| Bolivia | Ichapekene Piesta, the biggest festival of San Ignacio de Moxos |                       | 2012                | LAC                | [ 51 ]          |
| Bolivia | Pujllay and Ayarichi, music and dances of the Yampara culture |                       | 2014                | LAC                | [ 52 ]          |
| Bolivia | Ritual journeys in La Paz during Alasita |                       | 2017                | LAC                | [ 53 ]          |
| Bosnia and Herzegovina | Zmijanje embroidery |                       | 2014                | ENA                | [ 54 ]          |
| Bosnia and Herzegovina | Konjic woodcarving |                       | 2017                | ENA                | [ 55 ]          |
| Brasil | Oral and graphic expressions of the Wajapi | 2003                  | 2008                | LAC                | [ 56 ]          |
| Brasil | Samba de Roda do Recôncavo da Bahia | 2005                  | 2008                | LAC                | [ 57 ]          |
| Brasil | Frevo, artes performáticas do Carnaval de Recife |                       | 2012                | LAC                | [ 58 ]          |
| Brasil | Círio de Nazaré (The Taper of Our Lady of Nazareth) na cidade de Belém, Pará |                       | 2013                | LAC                | [ 59 ]          |
| Brasil | Modos de Fazer o Queijo Minas Artesanal (Traditional ways of making Artisan Minas Cheese in Minas Gerais)                                                                                                 | 2024                  | 2024                | LAC                |                 |
| Brasil | Roda de Capoeira |                       | 2014                | LAC                | [ 60 ]          |
| Bulgaria | Bistritsa Babi, archaic polyphony, dances and rituals from the Shoplouk region | 2005                  | 2008                | ENA                | [ 61 ]          |
| Bulgaria | Nestinarstvo, messages from the past: the Panagyr of Saints Constantine and Helena in the village of Bulgari                                                                                              |                       | 2009                | ENA                | [ 62 ]          |
| Bulgaria | The tradition of carpet-making in Chiprovtsi |                       | 2014                | ENA                | [ 63 ]          |
| Bulgaria | Surva folk feast in Pernik region |                       | 2015                | ENA                | [ 64 ]          |
| Bulgaria · Macedonia · Moldova · Romania | Tradições culturais associadas ao 1 de Março |                       | 2017                | ENA                | [ 65 ]          |
| Burkina Faso · Mali · Côte d'Ivoire | Cultural practices and expressions linked to the balafon of the Senufo communities of Mali, Burkina Faso and Côte d'Ivoire                                                                                |                       | 2012                | AFR                | [ 66 ]          |
| Burundi | Ritual dance of the royal drum |                       | 2014                | AFR                | [ 67 ]          |
| Cambodia | Royal ballet of Cambodia | 2003                  | 2008                | APA                | [ 68 ]          |
| Cambodia | Sbek Thom, Khmer shadow theatre | 2005                  | 2008                | APA                | [ 69 ]          |
| Cambodia · Philippines · Coreia do Sul · Viet Nam | Tugging rituals and games |                       | 2015                | APA                | [ 70 ]          |
| Central African Republic | Polyphonic singing of the Aka Pygmies of Central Africa | 2003                  | 2008                | AFR                | [ 71 ]          |
| Chile | Baile Chino |                       | 2014                | LAC                | [ 72 ]          |
| China | Kun Qu opera | 2001                  | 2008                | APA                | [ 73 ]          |
| China | Guqin and its music | 2003                  | 2008                | APA                | [ 74 ]          |
| China | Uyghur Muqam of Xinjiang | 2005                  | 2008                | APA                | [ 75 ]          |
| China | Art of Chinese seal engraving |                       | 2009                | APA                | [ 76 ]          |
| China | China engraved block printing technique |                       | 2009                | APA                | [ 77 ]          |
| China | Chinese calligraphy |                       | 2009                | APA                | [ 78 ]          |
| China | Chinese paper-cut |                       | 2009                | APA                | [ 79 ]          |
| China | Chinese traditional architectural craftsmanship for timber-framed structures |                       | 2009                | APA                | [ 80 ]          |
| China | Craftsmanship of Nanjing Yunjin brocade |                       | 2009                | APA                | [ 81 ]          |
| China | Dragon Boat festival |                       | 2009                | APA                | [ 82 ]          |
| China | Farmers' dance of China’s Korean ethnic group |                       | 2009                | APA                | [ 83 ]          |
| China | Gesar epic tradition |                       | 2009                | APA                | [ 84 ]          |
| China | Grand song of the Dong ethnic group |                       | 2009                | APA                | [ 85 ]          |
| China | Hua'er |                       | 2009                | APA                | [ 86 ]          |
| China | Manas |                       | 2009                | APA                | [ 87 ]          |
| China | Mazu belief and customs |                       | 2009                | APA                | [ 88 ]          |
| China | Nanyin |                       | 2009                | APA                | [ 89 ]          |
| China | Regong arts |                       | 2009                | APA                | [ 90 ]          |
| China | Sericulture and silk craftsmanship of China |                       | 2009                | APA                | [ 91 ]          |
| China | Tibetan opera |                       | 2009                | APA                | [ 92 ]          |
| China | Traditional firing technology of Longquan celadon |                       | 2009                | APA                | [ 93 ]          |
| China | Traditional handicrafts of making Xuan paper |                       | 2009                | APA                | [ 94 ]          |
| China | Xi'an wind and percussion ensemble |                       | 2009                | APA                | [ 95 ]          |
| China | Yueju opera |                       | 2009                | APA                | [ 96 ]          |
| China | Acupuncture and moxibustion of traditional Chinese medicine |                       | 2010                | APA                | [ 97 ]          |
| China | Peking opera |                       | 2010                | APA                | [ 98 ]          |
| China | Chinese shadow puppetry |                       | 2011                | APA                | [ 99 ]          |
| China | Chinese Zhusuan, knowledge and practices of mathematical calculation through the abacus |                       | 2013                | APA                | [ 100 ]         |
| China | The Twenty-Four Solar Terms, knowledge of time and practices developed in China through observation of the sun’s annual motion                                                                            |                       | 2016                | APA                | [ 101 ]         |
| China · Mongolia | Mongolian Urtiin Duu – Traditional Folk Long Song | 2005                  | 2008                | APA                | [ 102 ]         |
| China · Mongolia | Mongolian art of singing: Khoomei |                       | 2010                | APA                |                 |
| Colombia | Carnival of Barranquilla | 2003                  | 2008                | LAC                | [ 103 ]         |
| Colombia | Cultural space of Palenque de San Basilio | 2005                  | 2008                | LAC                | [ 104 ]         |
| Colombia | Carnaval de Negros y Blancos |                       | 2009                | LAC                | [ 105 ]         |
| Colombia | Holy Week processions in Popayán |                       | 2009                | LAC                | [ 106 ]         |
| Colombia | Wayuu normative system, applied by the Pütchipü’üi (palabrero) |                       | 2010                | LAC                | [ 107 ]         |
| Colombia | Traditional knowledge of the jaguar shamans of Yuruparí |                       | 2011                | LAC                | [ 108 ]         |
| Colombia | Festival of Saint Francis of Assisi, Quibdó |                       | 2012                | LAC                | [ 109 ]         |
| Colombia · Ecuador | Marimba music, traditional chants and dances from the Colombia South Pacific region and Esmeraldas Province of Ecuador                                                                                    |                       | 2015                | LAC                | [ 110 ]         |
| Costa Rica | Oxherding and oxcart traditions in Costa Rica | 2005                  | 2008                | LAC                | [ 111 ]         |
| Côte d'Ivoire | Gbofe of Afounkaha, the music of the transverse trumps of the Tagbana community | 2001                  | 2008                | AFR                | [ 112 ]         |
| Côte d'Ivoire | Zaouli, popular music and dance of the Guro communities in Côte d'Ivoire |                       | 2017                | AFR                | [ 113 ]         |
| Croatia | Annual carnival bell ringers' pageant from the Kastav area |                       | 2009                | ENA                | [ 114 ]         |
| Croatia | Festivity of Saint Blaise, the patron of Dubrovnik |                       | 2009                | ENA                | [ 115 ]         |
| Croatia | Lacemaking in Croatia |                       | 2009                | ENA                | [ 116 ]         |
| Croatia | Procession Za Krizen ('following the cross') on the island of Hvar |                       | 2009                | ENA                | [ 117 ]         |
| Croatia | Spring procession of Ljelje/Kraljice (queens) from Gorjani |                       | 2009                | ENA                | [ 118 ]         |
| Croatia | Traditional manufacturing of children’s wooden toys in Hrvatsko Zagorje |                       | 2009                | ENA                | [ 119 ]         |
| Croatia | Two-part singing and playing in the Istrian scale |                       | 2009                | ENA                | [ 120 ]         |
| Croatia | Gingerbread craft from Northern Croatia |                       | 2010                | ENA                | [ 121 ]         |
| Croatia | Sinjska alka, a knights’ tournament in Sinj |                       | 2010                | ENA                | [ 122 ]         |
| Croatia | Bećarac singing and playing from Eastern Croatia |                       | 2011                | ENA                | [ 123 ]         |
| Croatia | Nijemo Kolo, silent circle dance of the Dalmatian hinterland |                       | 2011                | ENA                | [ 124 ]         |
| Croatia | Klapa multipart singing of Dalmatia, southern Croatia |                       | 2012                | ENA                | [ 125 ]         |
| Cuba | La Tumba Francesa | 2003                  | 2008                | LAC                | [ 126 ]         |
| Cuba | Punto |                       | 2017                | LAC                | [ 127 ]         |
| Cyprus | Lefkara laces or Lefkaritika |                       | 2009                | ENA                | [ 128 ]         |
| Cyprus | Tsiattista poetic duelling |                       | 2011                | ENA                | [ 129 ]         |
| Czech Republic | Slovácko Verbuňk, recruit dances | 2005                  | 2008                | ENA                | [ 130 ]         |
| Czech Republic | Shrovetide door-to-door processions and masks in the villages of the Hlinecko area |                       | 2010                | ENA                | [ 131 ]         |
| Czech Republic | Ride of the Kings in the south-east of the Czech Republic |                       | 2011                | ENA                | [ 132 ]         |
| Czech Republic · Slovakia | Puppetry in Slovakia and Czechia |                       | 2016                | ENA                | [ 133 ]         |
| Coreia do Norte | Arirang folk song in the Democratic People's Republic of Korea |                       | 2014                | APA                | [ 134 ]         |
| Coreia do Norte | Tradition of kimchi-making in the Democratic People's Republic of Korea |                       | 2015                | APA                | [ 135 ]         |
| Dominican Republic | Cultural Space of the Brotherhood of the Holy Spirit of the Congos of Villa Mella | 2001                  | 2008                | LAC                | [ 136 ]         |
| Dominican Republic | Cocolo Dance Drama Tradition | 2005                  | 2008                | LAC                | [ 137 ]         |
| Ecuador | Traditional weaving of the Ecuadorian toquilla straw hat |                       | 2012                | LAC                | [ 138 ]         |
| Ecuador · Peru | Oral heritage and cultural manifestations of the Zápara people | 2001                  | 2008                | LAC                | [ 139 ]         |
| Egypt | The Al-Sirah Al-Hilaliyyah Epic | 2003                  | 2008                | AST                | [ 140 ]         |
| Egypt | Tahteeb, stick game |                       | 2016                |                    | [ 141 ]         |
| Estonia | Kihnu cultural space | 2003                  | 2008                | ENA                | [ 142 ]         |
| Estonia | Seto Leelo, Seto polyphonic singing tradition |                       | 2009                | ENA                | [ 143 ]         |
| Estonia | Smoke sauna tradition in Võromaa |                       | 2014                | ENA                | [ 144 ]         |
| Estonia · Latvia · Lithuania | Baltic (Estonian, Latvian and Lithuanian) song and dance celebrations | 2003                  | 2008                | ENA                | [ 145 ]         |
| Ethiopia | Commemoration feast of the finding of the True Holy Cross of Christ |                       | 2013                | AFR                | [ 146 ]         |
| Ethiopia | Fichee-Chambalaalla, New Year festival of the Sidama people |                       | 2015                | AFR                | [ 147 ]         |
| Ethiopia | Gada system, an indigenous democratic socio-political system of the Oromo |                       | 2016                | AFR                | [ 148 ]         |
| France | Aubusson tapestry |                       | 2009                | ENA                | [ 149 ]         |
| France | Maloya |                       | 2009                | ENA                | [ 150 ]         |
| France | Scribing tradition in French timber framing |                       | 2009                | ENA                | [ 151 ]         |
| France | Compagnonnage, network for on-the-job transmission of knowledge and identities |                       | 2010                | ENA                | [ 152 ]         |
| France | Craftsmanship of Alençon needle lace-making |                       | 2010                | ENA                | [ 153 ]         |
| France | Gastronomic meal of the French |                       | 2010                | ENA                | [ 154 ]         |
| France | Equitation in the French tradition |                       | 2011                | ENA                | [ 155 ]         |
| France | Fest-Noz, festive gathering based on the collective practice of traditional dances of Brittany |                       | 2012                | ENA                | [ 156 ]         |
| France | Limousin septennial ostensions |                       | 2013                | ENA                | [ 157 ]         |
| France | Gwoka: music, song, dance and cultural practice representative of Guadeloupean identity |                       | 2014                | ENA                | [ 158 ]         |
| Gambia · Senegal | Kankurang, Manding initiatory rite | 2005                  | 2008                | AFR                | [ 159 ]         |
| Georgia | Georgian polyphonic singing | 2001                  | 2008                | ENA                | [ 160 ]         |
| Georgia | Ancient Georgian traditional Qvevri wine-making method |                       | 2013                | ENA                | [ 161 ]         |
| Georgia | Living culture of three writing systems of the Georgian alphabet |                       | 2016                | ENA                | [ 162 ]         |
| Germany | Idea and practice of organizing shared interests in cooperatives |                       | 2016                | ENA                | [ 163 ]         |
| Germany | Organ craftsmanship and music |                       | 2017                | ENA                | [ 164 ]         |
| Greece | Know-how of cultivating mastic on the ilha de Quio |                       | 2014                | ENA                | [ 165 ]         |
| Greece | Tinian marble craftsmanship |                       | 2015                | ENA                | [ 166 ]         |
| Greece | Momoeria, New Year's celebration in eight villages of Kozani area, West Macedonia, Greece |                       | 2016                | ENA                | [ 167 ]         |
| Greece | Rebetiko |                       | 2017                | ENA                | [ 168 ]         |
| Greece · Italy · Spain · Morocco · Portugal · Croatia · Cyprus | Dieta Mediterrânica (Em 2010, Itália, Espanha, Grécia e Marrocos foram os primeiros a serem reconhecidos, mas a 4 de Dezembro de 2013, Portugal, Chipre e Croácia foram também reconhecidos pela UNESCO.) |                       | 2013                | ENA, AFR           | [ 169 ]         |
| Guatemala | Rabinal Achí dance drama tradition | 2005                  | 2008                | LAC                | [ 170 ]         |
| Guinea | Cultural space of Sosso-Bala | 2001                  | 2008                | AFR                | [ 171 ]         |
| Hungary | Busó festivities at Mohács: masked end-of-winter carnival custom |                       | 2009                | ENA                | [ 172 ]         |
| Hungary | Folk art of the Matyó, embroidery of a traditional community |                       | 2012                | ENA                | [ 173 ]         |
| India | Koodiyattam, Sanskrit Theatre, Kerala | 2001                  | 2008                | APA                | [ 174 ]         |
| India | Mudiyett: a ritual theatre of Kerala |                       | 2010                | APA                | [ 175 ]         |
| India | The Tradition of Vedic Chanting | 2003                  | 2008                | APA                | [ 176 ]         |
| India | Ramlila – the Traditional Performance of the Ramayana | 2005                  | 2008                | APA                | [ 177 ]         |
| India | Ramman: religious festival and ritual theatre of the Garhwal Himalayas |                       | 2009                | APA                | [ 178 ]         |
| India | Kalbelia: folk songs and dances of Rajasthan |                       | 2010                | APA                | [ 179 ]         |
| India | Chhau dance: a tradition from eastern India |                       | 2010                | APA                |                 |
| India | Buddhist chanting of Ladakh: recitation of sacred Buddhist texts in the trans-Himalayan Ladakh region, Jammu and Kashmir, India                                                                           |                       | 2012                | APA                | [ 180 ]         |
| India | Sankirtana, ritual singing, drumming and dancing of Manipur |                       | 2013                | APA                | [ 181 ]         |
| India | Traditional brass and copper craft of utensil making among the Thatheras of Jandiala Guru, Punjab |                       | 2014                | APA                | [ 182 ]         |
| India | Yoga |                       | 2016                | APA                | [ 183 ]         |
| India | Kumbh Mela |                       | 2017                | APA                | [ 184 ]         |
| Indonesia | Wayang Puppet Theatre | 2003                  | 2008                | APA                | [ 185 ]         |
| Indonesia | Keris | 2005                  | 2008                | APA                | [ 186 ]         |
| Indonesia | Indonesian Batik |                       | 2009                | APA                | [ 187 ]         |
| Indonesia | Angklung |                       | 2010                | APA                | [ 188 ]         |
| Indonesia | Noken traditional woven bag of Papua |                       | 2012                | APA                |                 |
| Indonesia | Pinisi, art of boatbuilding in South Sulawesi |                       | 2017                | APA                | [ 189 ]         |
| Iran | Radif of Iranian music |                       | 2009                | APA                | [ 190 ]         |
| Iran | Habilidades tradicionais de tapeçaria em Caxã |                       | 2010                | APA                | [ 191 ]         |
| Iran | Traditional skills of carpet weaving in Fars |                       | 2010                | APA                | [ 192 ]         |
| Iran | Ritual dramatic art of Ta‘zīye |                       | 2010                | APA                | [ 193 ]         |
| Iran | Palevani e Zorcanei rituals |                       | 2010                | APA                | [ 194 ]         |
| Iran | Music of the Bakhshis of Khorasan |                       | 2010                | APA                | [ 195 ]         |
| Iran | Qālišuyān rituals of Mašhad-e Ardehāl em Caxã |                       | 2012                | APA                | [ 196 ]         |
| Iran | Chogān, a horse-riding game accompanied by music and storytelling |                       | 2017                | APA                | [ 197 ]         |
| Iraq | The Iraqi Maqam | 2003                  | 2008                | AST                | [ 198 ]         |
| Ireland | Uilleann piping |                       | 2017                | ENA                | [ 199 ]         |
| Italy | Opera dei Pupi, Sicilian Puppet Theatre | 2001                  | 2008                | ENA                | [ 200 ]         |
| Italy | Canto a tenore, Sardinian Pastoral Songs | 2005                  | 2008                | ENA                | [ 201 ]         |
| Italy | Traditional violin craftsmanship in Cremona |                       | 2012                | ENA                | [ 202 ]         |
| Italy | Celebrations of big shoulder-borne processional structures |                       | 2013                | ENA                | [ 203 ]         |
| Italy | Traditional agricultural practice of cultivating the "vite ad alberello" (head-trained bush vines) of the community of Pantelleria                                                                        |                       | 2014                | ENA                | [ 204 ]         |
| Italy | Art of Neapolitan ‘Pizzaiuolo’ |                       | 2017                | ENA                | [ 205 ]         |
| Italy | Celebração do Perdão Celestino |                       | 2019                | ENA                | [ 206 ]         |
| Jamaica | The Maroon Heritage of Moore Town | 2003                  | 2008                | LAC                | [ 207 ]         |
| Japan | Nôgaku Theatre | 2001                  | 2008                | APA                | [ 208 ]         |
| Japan | Ningyo Johruri Bunraku Puppet Theatre | 2003                  | 2008                | APA                | [ 209 ]         |
| Japan | Kabuki Theatre | 2005                  | 2008                | APA                | [ 210 ]         |
| Japan | Akiu no Taue Odori |                       | 2009                | APA                | [ 211 ]         |
| Japan | Chakkirako |                       | 2009                | APA                | [ 212 ]         |
| Japan | Daimokutate |                       | 2009                | APA                | [ 213 ]         |
| Japan | Dainichido Bugaku |                       | 2009                | APA                | [ 214 ]         |
| Japan | Gagaku |                       | 2009                | APA                | [ 215 ]         |
| Japan | Hayachine Kagura |                       | 2009                | APA                | [ 216 ]         |
| Japan | Hitachi Furyumono |                       | 2009                | APA                | [ 217 ]         |
| Japan | Koshikijima no Toshidon |                       | 2009                | APA                | [ 218 ]         |
| Japan | Ojiya-chijimi, Echigo jofu: techniques of making ramie fabric in Uonuma region, Niigata Prefecture |                       | 2009                | APA                | [ 219 ]         |
| Japan | Oku-noto no Aenokoto |                       | 2009                | APA                | [ 220 ]         |
| Japan | Traditional Ainu dance |                       | 2009                | APA                | [ 221 ]         |
| Japan | Yamahoko, the float ceremony of the Kyoto Gion festival |                       | 2009                | APA                | [ 222 ]         |
| Japan | Kumiodori, traditional Okinawan musical theatre |                       | 2010                | APA                | [ 223 ]         |
| Japan | Yuki tsumugi, silk fabric production technique |                       | 2010                | APA                | [ 224 ]         |
| Japan | Mibu no Hana Taue, ritual of transplanting rice in Mibu, Hiroshima |                       | 2011                | APA                | [ 225 ]         |
| Japan | Sada Shin Noh, sacred dancing at Sada shrine, Shimane |                       | 2011                | APA                | [ 226 ]         |
| Japan | Nachi no Dengaku, a religious performing art held at the Nachi fire festival |                       | 2012                | APA                | [ 227 ]         |
| Japan | Washoku, traditional dietary cultures of the Japanese, notably for the celebration of New Year |                       | 2013                | APA                | [ 228 ]         |
| Japan | Washi, craftsmanship of traditional Japanese hand-made paper |                       | 2014                | APA                | [ 230 ]         |
| Jordan | The Cultural Space of the Bedu in Petra and Wadi Rum | 2005                  | 2008                | AST                | [ 231 ]         |
| Kazakhstan | Kazakh traditional Assyk games |                       | 2017                | APA                | [ 232 ]         |
| Kyrgyzstan | The Art of Akyns, Kyrgyz Epic Tellers | 2003                  | 2008                | APA                | [ 233 ]         |
| Kyrgyzstan | Kok boru, traditional horse game |                       | 2017                | APA                | [ 234 ]         |
| Laos | Khaen music of the Lao people |                       | 2017                | APA                | [ 235 ]         |
| Lebanon | Zajal, recited or sung poetry | 2003                  | 2014                | APA                | [ 236 ]         |
| Lithuania | Cross-crafting and its Symbolism | 2001                  | 2008                | ENA                | [ 237 ]         |
| Lithuania | Sutartinės, Lithuanian multipart songs |                       | 2010                | ENA                | [ 238 ]         |
| Luxembourg | Hopping procession of Echternach |                       | 2010                | ENA                | [ 239 ]         |
| Macedonia | Feast of the Holy Forty Martyrs in Štip |                       | 2013                | ENA                | [ 240 ]         |
| Macedonia | Kopachkata, a social dance from the village of Dramche, Pijanec |                       | 2014                | ENA                | [ 241 ]         |
| Macedonia · Turkey | Spring celebration, Hıdrellez |                       | 2017                | ENA                | [ 242 ]         |
| Madagascar | The Woodcrafting Knowledge of the Zafimaniry | 2003                  | 2008                | AFR                | [ 243 ]         |
| Malawi | The Vimbuza Healing Dance | 2005                  | 2008                | AFR                | [ 244 ]         |
| Malawi | Tchopa, dança sacrificial dos lhomués do sul do Maláui |                       | 2014                | AFR                | [ 244 ]         |
| Malawi | Nsima, tradição culinária od Maláui |                       | 2017                | AFR                | [ 245 ]         |
| Malawi · Mozambique · Zambia | The Gule Wamkulu | 2005                  | 2008                | AFR                | [ 246 ]         |
| Malaysia | Mak Yong Theatre | 2005                  | 2008                | APA                | [ 247 ]         |
| Mali | The Cultural Space of the Yaaral and Degal | 2003                  | 2008                | AFR                | [ 248 ]         |
| Mali | The Manden Charter, proclaimed in Kurukan Fuga |                       | 2009                | AFR                |                 |
| Mali | The septennial re-roofing ceremony of the Kamablon, sacred house of Kangaba |                       | 2009                | AFR                |                 |
| Mali | Coming forth of the masks and puppets in Markala |                       | 2014                | AFR                |                 |
| Mexico | The Indigenous Festivity dedicated to the Dead | 2003                  | 2008                | LAC                | [ 249 ]         |
| Mexico | Places of memory and living traditions of the Otomí-Chichimecas people of Tolimán: the Peña de Bernal, guardian of a sacred territory                                                                     |                       | 2009                | LAC                | [ 250 ]         |
| Mexico | Ritual ceremony of the Voladores: Papantla, El Tajín |                       | 2009                | LAC                | [ 251 ]         |
| Mexico | Traditional Mexican cuisine – ancestral, ongoing community culture, the Michoacán paradigm |                       | 2010                | LAC                | [ 252 ] [ 253 ] |
| Mexico | Parachicos in the traditional January feast of Chiapa de Corzo |                       | 2010                | LAC                | [ 254 ]         |
| Mexico | Pirekua, canção tradicional dos Purépecha |                       | 2010                | LAC                | [ 255 ]         |
| Mexico | Mariachi, string music, song and trumpet |                       | 2011                | LAC                | [ 256 ]         |
| Mexico | Charrería, tradição equestre no México |                       | 2016                | LAC                | [ 257 ]         |
| Moldova | Canções de Natal da horda masculina (conjuntamente com a Roménia) |                       | 2013                | ENA                |                 |
| Mongolia | The Traditional Music of the Morin Khuur | 2003                  | 2008                | APA                | [ 258 ] [ 259 ] |
| Mongolia | Traditional epic poem |                       | 2009                |                    |                 |
| Mongolia | Tsuur end-blown flute |                       | 2009                |                    |                 |
| Mongolia | The Traditional Naadam festival |                       | 2010                | APA                | [ 260 ]         |
| Mongolia | Falconry |                       | 2012                |                    | [ 261 ] [ 262 ] |
| Mongolia | Traditional craftsmanship of the Mongol Ger and its associated customs |                       | 2013                |                    | [ 258 ]         |
| Mongolia | Mongolian knuckle-bone shooting |                       | 2014                | APA                | [ 260 ]         |
| Morocco | The Cultural Space of Jemaa el-Fna Square | 2001                  | 2008                | AST                | [ 263 ]         |
| Morocco | The Moussem of Tan-Tan | 2005                  | 2008                | AST                | [ 264 ]         |
| Morocco | Argan, practices and know-how concerning the argan tree |                       | 2014                | AST                | [ 264 ]         |
| Morocco | Cherry festival in Sefrou |                       | 2014                | AST                | [ 265 ]         |
| Mozambique | The Chopi Timbila | 2005                  | 2008                | AFR                | [ 266 ]         |
| Mauritius | Traditional Mauritian Sega |                       | 2014                | AFR                | [ 267 ]         |
| Mauritius | Bhojpuri folk songs in Mauritius, Geet-Gawai |                       | 2016                | AFR                | [ 268 ]         |
| Mauritius | Tambor Sega da ilha Rodrigues |                       | 2017                | AFR                | [ 269 ]         |
| Namibia | Oshituthi shomagongo, festival do fruto da marula |                       | 2015                | AFR                | [ 270 ]         |
| Netherlands | Craft of the miller operating windmills and watermills |                       | 2017                | ENA                | [ 271 ]         |
| Niger | Practices and expressions of joking relationships in Niger |                       | 2014                | AFR                | [ 272 ]         |
| Nicaragua | El Güegüense | 2005                  | 2008                | LAC                | [ 272 ]         |
| Nigeria | The Ifá Divination System | 2005                  | 2008                | AFR                | [ 273 ]         |
| Nigeria | Ijele masquerade |                       | 2009                | AFR                | [ 274 ]         |
| Nigeria | The Argungu international fishing and cultural festival |                       | 2016                | AFR                | [ 275 ]         |
| Palestine | O Hikaye da Palestina | 2005                  | 2008                | AST                | [ 276 ]         |
| Panama | Artisanal processes and plant fibers techniques for talcos, crinejas and pintas weaving of the pinta’o hat                                                                                                |                       | 2017                | LAC                | [ 277 ]         |
| Peru | Taquile and its Textile Art | 2005                  | 2008                | LAC                | [ 278 ]         |
| Peru | Huaconada, ritual dance of Mito |                       | 2010                | LAC                | [ 279 ]         |
| Peru | The scissors dance |                       | 2010                | LAC                | [ 280 ]         |
| Peru | Pilgrimage to the sanctuary of the Lord of Qoyllurit'i |                       | 2011                | LAC                | [ 281 ]         |
| Peru | Virgen de la Candelaria, Harákmbut sung prayers of Peru's Huachipaire people |                       | 2014                | LAC                | [ 282 ]         |
| Peru | Traditional system of Corongo’s water judges |                       | 2017                | LAC                | [ 283 ]         |
| Philippines | The Hudhud Chants of the Ifugao | 2001                  | 2008                | APA                | [ 284 ]         |
| Philippines | The Darangen Epic of the Maranao People of Lake Lanao | 2005                  | 2008                | APA                | [ 285 ]         |
| Portugal | Fado, música popular de Portugal, género performativo com poesia amplamente praticado no país e nas comunidades emigrantes                                                                                |                       | 2011                | ENA                | [ 286 ]         |
| Portugal | Cante Alentejano, cantoria polifónica do Alentejo, no sul de Portugal |                       | 2014                | ENA                | [ 287 ]         |
| Portugal | Artesanato de Estremoz |                       | 2017                | ENA                | [ 288 ]         |
| Coreia do Sul | Royal Ancestral Ritual in the Jongmyo Shrine and its Music | 2001                  | 2008                | APA                | [ 289 ]         |
| Coreia do Sul | Canto épico Pansori | 2003                  | 2008                | APA                | [ 290 ]         |
| Coreia do Sul | Gangneung Danoje Festival | 2005                  | 2008                | APA                | [ 291 ]         |
| Coreia do Sul | Cheoyongmu |                       | 2009                | APA                | [ 292 ]         |
| Coreia do Sul | Ganggangsullae |                       | 2009                | APA                | [ 293 ]         |
| Coreia do Sul | Jeju Chilmeoridang Yeongdeunggut |                       | 2009                | APA                | [ 294 ]         |
| Coreia do Sul | Namsadang Nori |                       | 2009                | APA                | [ 295 ]         |
| Coreia do Sul | Yeongsanjae |                       | 2009                | APA                | [ 296 ]         |
| Coreia do Sul | Daemokjang, traditional wooden architecture |                       | 2010                | APA                | [ 297 ]         |
| Coreia do Sul | Gagok, lyric song cycles accompanied by an orchestra |                       | 2010                | APA                | [ 298 ]         |
| Coreia do Sul | Jultagi, tightrope walking |                       | 2011                | APA                | [ 299 ]         |
| Coreia do Sul | Taekkyeon, a traditional Korean martial art |                       | 2011                | APA                | [ 300 ]         |
| Coreia do Sul | Weaving of Mosi (fine ramie) in the Hansan region |                       | 2011                | APA                | [ 301 ]         |
| Coreia do Sul | Arirang, lyrical folk song in the Republic of Korea |                       | 2012                | APA                | [ 302 ]         |
| Coreia do Sul | Kimjang, making and sharing Kimchi in the Republic of Korea |                       | 2013                | APA                | [ 303 ]         |
| Coreia do Sul | Nongak, community band music, dance and rituals in the Republic of Korea |                       | 2014                | APA                | [ 304 ]         |
| Coreia do Sul | Culture of Jeju Haenyeo (women divers) | 2014                  | 2016                | APA                | [ 305 ]         |
| Romania | Tradição do Căluș | 2005                  | 2008                | ENA                | [ 306 ]         |
| Romania | Música tradicional Doina |                       | 2009                | ENA                |                 |
| Romania | Cerâmica de Horezu |                       | 2012                | ENA                |                 |
| Romania | Canções de Natal na horda masculina (conjuntamente com a Moldávia) |                       | 2013                | ENA                |                 |
| Romania | Danças de rapazes |                       | 2015                | ENA                | [ 307 ] [ 308 ] |
| Russia | The Cultural Space and Oral Culture of the Semeiskie | 2001                  | 2008                | ENA                | [ 309 ]         |
| Russia | The Olonkho, Yakut Heroic Epos | 2005                  | 2008                | ENA                | [ 310 ]         |
| Saudi Arabia | Alardah Alnajdiyah, dance, drumming and poetry in Saudi Arabia | 2015                  | 2015                | ARB                | [ 311 ]         |
| Saudi Arabia | Almezmar, drumming and dancing with sticks | 2016                  | 2016                | ARB                | [ 312 ]         |
| Saudi Arabia | Al-Qatt Al-Asiri, female traditional interior wall decoration in Asir, Saudi Arabia |                       | 2017                | ARB                | [ 313 ]         |
| Senegal | Xooy, a divination ceremony among the Serer of Senegal |                       | 2008                |                    | [ 314 ]         |
| Serbia | Slava, celebration of family saint patron’s day |                       | 2014                | ENA                | [ 315 ]         |
| Serbia | Kolo, traditional folk dance |                       | 2017                | ENA                | [ 316 ]         |
| Slovakia | Fujara and its music | 2005                  | 2008                | ENA                | [ 317 ]         |
| Slovakia | Music of Terchová |                       | 2013                | ENA                | [ 318 ]         |
| Slovakia | Bagpipe culture |                       | 2015                | ENA                | [ 319 ]         |
| Slovakia | Multipart singing of Horehronie |                       | 2017                | ENA                | [ 320 ]         |
| Slovenia | Škofja Loka passion play |                       | 2016                | ENA                | [ 321 ]         |
| Slovenia | Door-to-door rounds of Kurenti |                       | 2017                | ENA                | [ 322 ]         |
| Spain | The Mystery Play of Elche | 2001                  | 2008                | ENA                | [ 323 ]         |
| Spain | The Patum of Berga | 2005                  | 2008                | ENA                | [ 324 ]         |
| Spain | Irrigators' tribunals of the Spanish Mediterranean coast: the Council of Wise Men of the plain of Murcia and the Water Tribunal of the plain of Valencia                                                  |                       | 2009                | ENA                |                 |
| Spain | Whistled language of the island of La Gomera |                       | 2009                | ENA                |                 |
| Spain | Human towers [castells] |                       | 2010                | ENA                |                 |
| Spain | Flamenco |                       | 2010                | ENA                |                 |
| Spain | The chant of the Sybil on Majorca |                       | 2010                | ENA                |                 |
| Spain | Festivity of 'la Mare de Déu de la Salut' of Algemesí |                       | 2011                | ENA                | [ 325 ]         |
| Spain | Falles of Valencia, festivity that mixes fireworks, regional music and art and burns giant monuments all around the city the night of Saint Joseph.                                                       | 2016                  | 2016                | ENA                |                 |
| Switzerland | Winegrowers’ Festival in Vevey |                       | 2016                | ENA                | [ 326 ]         |
| Switzerland | Basel Carnival |                       | 2017                | ENA                | [ 327 ]         |
| Tonga | The Lakalaka, Dances and Sung Speeches of Tonga | 2003                  | 2008                | APA                | [ 328 ]         |
| Turkey | The Arts of the Meddah, Public Storytellers | 2003                  | 2008                | ENA                | [ 329 ]         |
| Turkey | The Mevlevi Sema Ceremony | 2005                  | 2008                | ENA                | [ 330 ]         |
| Turkey | Karagöz and Hacivat |                       | 2009                | ENA                | [ 331 ]         |
| Turkey | Âşıklık tradition |                       | 2009                | ENA                | [ 332 ]         |
| Turkey | Traditional Sohbet meetings |                       | 2010                | ENA                | [ 333 ]         |
| Turkey | Kırkpınar oil wrestling festival |                       | 2010                | ENA                | [ 334 ]         |
| Turkey | Semah, Alevi-Bektaşi ritual |                       | 2010                | ENA                | [ 335 ]         |
| Turkey | Ceremonial Keşkek tradition |                       | 2011                | ENA                | [ 336 ]         |
| Turkey | Mesir Macunu festival |                       | 2012                | ENA                | [ 337 ]         |
| Turkey | Turkish coffee culture and tradition |                       | 2013                | ENA                | [ 338 ]         |
| Turkey | Ebru, Turkish art of marbling |                       | 2014                | ENA                | [ 339 ]         |
| Turkey | Flatbread making and sharing culture: Lavash, Katyrma, Jupka, Yufka |                       | 2016                | ENA                | [ 340 ]         |
| Turkey | Traditional craftsmanship of Çini-making |                       | 2016                | ENA                | [ 341 ]         |
| Turkmenistan | Epic art of Gorogly |                       | 2015                | APA                | [ 342 ]         |
| Turkmenistan | Kushtdepdi rite of singing and dancing |                       | 2017                | APA                | [ 343 ]         |
| Uganda | Barkcloth Making in Uganda | 2005                  | 2008                | AFR                | [ 344 ]         |
| Ukraine | Petrykivka decorative painting as a phenomenon of the Ukrainian ornamental folk art |                       | 2013                | ENA                | [ 345 ]         |
| Ukraine | Cossack’s songs of Dnipropetrovsk Region |                       | 2016                | ENA                | [ 346 ]         |
| Uruguay | The Candombe and its socio-cultural space: a community practice |                       | 2009                | LAC                | [ 347 ]         |
| Uzbekistan | The Cultural Space of the Boysun District | 2001                  | 2008                | APA                | [ 348 ]         |
| Uzbekistan | Shashmaqom Music | 2003                  | 2008                | APA                | [ 349 ]         |
| Uzbekistan | Katta Ashula |                       | 2009                | APA                |                 |
| Vanuatu | Vanuatu Sand Drawings | 2003                  | 2008                | APA                | [ 350 ]         |
| Venezuela | Diabos Dançantes da Venezuela | 2012                  | 2012                | LAC                | [ 351 ]         |
| Venezuela | Parranda de San Pedro de Guarenas e Guatire | 2013                  | 2013                | LAC                | [ 352 ]         |
| Venezuela | Conhecimentos e técnicas tradicionais relacionados ao cultivo e processamento da Curagua | 2015                  | 2015                | LAC                | [ 353 ]         |
| Venezuela | O Carnaval de El Callao: representação festiva de uma memória e identidade cultural | 2016                  | 2016                | LAC                | [ 354 ]         |
| Venezuela | Ciclo festivo em torno da veneração e adoração de São João Baptista | 2021                  | 2021                | LAC                | [ 355 ]         |
| Vietnam | Space of gong culture | 2005                  | 2008                | APA                | [ 356 ]         |
| Vietnam | Nha Nhac, Vietnamese court music | 2003                  | 2008                | APA                | [ 357 ]         |
| Vietnam | Quan Họ Bắc Ninh folk songs |                       | 2009                | APA                | [ 358 ]         |
| Vietnam | Gióng Festival of Phù Đổng and Sóc Temples |                       | 2010                | APA                | [ 359 ]         |
| Vietnam | Worship of Hùng Kings in Phú Thọ |                       | 2012                | APA                | [ 360 ]         |
| Vietnam | Art of Đờn ca tài tử music and song in southern Việt Nam |                       | 2013                | APA                | [ 361 ]         |
| Vietnam | Ví and Giặm folk songs of Nghệ Tĩnh |                       | 2014                | APA                | [ 362 ]         |
| Vietnam | Practices related to the Viet beliefs in the Mother Goddesses of Three Realms |                       | 2016                | APA                | [ 363 ]         |
| Vietnam | The art of Bài Chòi in Central Viet Nam |                       | 2017                | APA                | [ 364 ]         |
| Iémen | Song of Sana'a | 2003                  | 2008                | AST                | [ 365 ]         |
| Zâmbia | The Makishi Masquerade | 2005                  | 2008                | AFR                | [ 366 ]         |
| Zimbabué | The Mbende Jerusarema Dance | 2005                  | 2008                | AFR                | [ 367 ]         |

## Obras-primas
As Listas de Património Cultural Imaterial foram estabelecidas em 2008, quando a Convenção para a Salvaguarda do Patrimônio Cultural Imaterial entrou em vigor. Antes disso, um projeto conhecido como Obras-primas do Patrimônio Oral e Intangível da Humanidade atuou no reconhecimento do valor dos bens intangíveis, como a tradição, os espaços personalizados e culturais e os atores locais que sustentam essas formas de expressões culturais através de uma Proclamação. A identificação das Obras-primas também implica o compromisso dos Estados de promover e proteger esses tesouros, enquanto a UNESCO financia os planos para a sua conservação. Iniciou-se em 2001 e realizou-se até o ano de 2005, ocorrendo um total de três Proclamações, abrangendo 90 formas de património intangível de todo o mundo.
As 90 obras-primas anteriormente proclamadas foram incorporadas na Lista Representativa do Património Cultural Imaterial da Humanidade como suas primeiras entradas a serem conhecidas como elementos. Os elementos subsequentes foram adicionados na sequência da avaliação das indicações apresentadas pelos governos nacionais que aderiram à Convenção da UNESCO, denominados por Estados membros, a quem cada um pode apresentar um único arquivo de candidatura, além de candidaturas multinacionais. Um painel de especialistas em património imaterial e um órgão nomeado, conhecido como o Comitê Intergovernamental para a Salvaguarda do Património Cultural Imaterial, examina cada uma das nomeações antes de inscrever oficialmente os candidatos como elementos na Lista.

### Categorias
Cada obra está classificada em pelo menos umas das seguintes categorias:
- Espaços culturais
- Saber tradicional
- Tradição oral
- Artes cénicas
- Rituais e festas

### Lista de obras-primas
Cada item pode ser nomeado por um ou mais países, ou nomeado por um país mas apoiado por outros.
| Continente | Países signatários | Países com obras-primas | Obras-primas |
| ---------- | ------------------ | ----------------------- | ------------ |
| África     | 17                 | 17                      | 18           |
| América    | 18                 | 14                      | 17           |
| Ásia       | 17                 | 20                      | 34           |
| Europa     | 23                 | 16                      | 19           |
| Oceania    | 0                  | 2                       | 2            |
| Total      | 75                 | 69                      | 90           |

Segue-se a lista de obras-primas aprovadas.

### África
Argélia
•Ahellil de Gourara- 2005
O Ahellil é um género poético e musical usado pelos Zenete de Gourara durante as suas cerimónias colectivas. Esta região do sudoeste da Argélia engloba cerca de cem oásis, povoados por mais de 50 mil habitantes de origem berbere, árabe e sudanesa. O Ahellil, específico da região de Gourara de língua berbere, é executado regularmente em festas religiosas, peregrinações, casamentos e eventos comunitários.
Maláui
•Dança de Cura Vimbuza - 2005
Vimbuza, uma dança de cura popular entre os tumbucas do norte do Maláui, é uma manifestação importante dos ingomas, um conjunto de práticas de cura existente em toda a África bantu. Os ingomas (que significa “tambores da aflição”) têm grande profundidade histórica, e apesar de diversas tentativas para os suprimir, continuam sendo parte integrante dos sistemas de cura indígenas.
Dança Mbende-Jerusarema • Zimbábue • 2005
A dança mbende-Jerusarema praticada pelos XiChona do Zimbabué oriental. É caracterizada por movimentos sensuais e acrobáticos das mulheres em sintonia com os homens, acompanhada por percussão, palmas, gritos e assobios. A dança dos homens inclui a imitação da toupeira (“mbende”), símbolo da fertilidade, sexualidade e da família. Após tentativas dos missionários cristãos de banirem esta dança explicitamente sexual, o nome foi mudado para Jerusarema, uma adaptação XiChona da palavra Jerusalém.
Épico Al-Sirah al-Hilaliyya • Egito • 2003
O épico Hilali é um poema antigo que conta a história da tribo beduína Bani Hilal, que migrou da península Arábica para o Norte de África no século X. É o único épico deste género que continua a ser representado na sua forma tradicional: os poetas cantam enquanto tocam percussão ou o rabab, uma rabeca de duas cordas, par celebrar cerimónias de circuncisão, casamentos e outras ocasiões especiais.

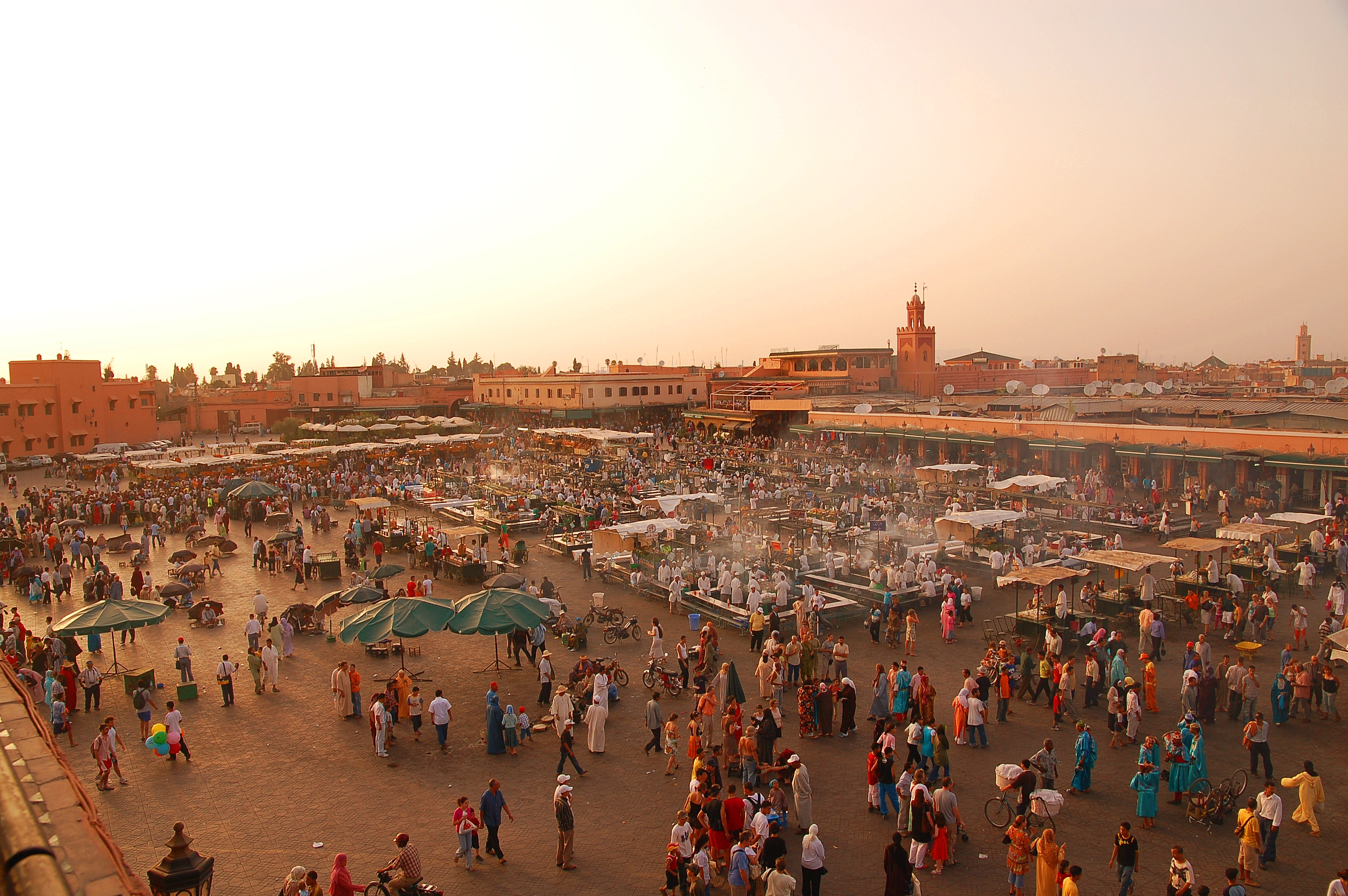
Jamaa el Fna

Espaço Cultural da Praça Jamaa el-Fna • Marrocos • 2001
Jamaa el Fna é uma grande praça em Marrakesh, um símbolo da cidade desde a sua fundação no século XI. A Praça é o local de representação para diversos artistas, entre os quais músicos, dançarinos, comedores de vidro, encantadores de serpentes, contadores de histórias típicos marroquinos, e também local de outras actividades como restaurantes, tatuadores com hena, médicos tradicionais, pregadores.
Espaço Cultural do Sosso-Bala em Niagassola • Guiné • 2001
O Sosso-Bala é um instrumento sagrado dos mandingas, e tem sido um importante símbolo da sua cultura desde o Império do Mali no século XIII. O Sossa-Bala é um tipo de balafon estreitamente associado com o Dökala de Nyagassola. O balatigui (o patriarca da família) toca o Sosso-Bala em ocasiões especiais e ensina as crianças a tocá-lo. O instrumento acompanha antigos poemas épicos dedicados a heróis malianos da antiguidade, como Soundiata Keita e Soumaoro Kantè.
Espaço Cultural do Yaaral e do Degal • Mali • 2005
Este espaço cultural corresponde às imensas pastagens dos fulas do delta do Níger. O yaaral e o degal são duas festas que marcam a passagem do rio (em Diafarabe e Dialloube, respectivamente) por manadas de gado que pastam durante parte do ano no Sael árido, e na restante nas planícies inundadas do rio Níger. As festas têm lugar a um Sábado, dia auspicioso na crença fula, e dão lugar a expressões culturais extremamente variadas: concursos da manada mais bem decorada; música e dança; poesia pastoral; o uso das mais belas roupas e joias; e a decoração meticulosa das residências.
Gbofe de Afounkaha: Música das Trombetas Transversais da Comunidade Tagbana • Costa do Marfim • 2001
Entre o povo tagbana, gbofe designa um tipo de trombeta transversal, bem como as performances que os utilizam. Estas actuações usam seis trombetas de comprimento variável, música e danças. Para além das trombetas, existe igualmente uma secção de percussão gbofe que é usada em diversas cerimónias e rituais.
Gule Wamkulu • Malawi, Moçambique, Zâmbia • 2005
Gule Wamkulu é o nome de uma religião secreta e de uma dança ritual praticada entre o povo chewa que habita no Malawi, Moçambique e Zâmbia. É executada por membros da irmandade Nyau, uma espécie de sociedade secreta masculina. Dentro da sociedade chewa, tradicionalmente matriarcal, os maridos detêm um papel bastante acessório, e assim o Nyau oferece uma forma de contra-peso e de solidariedade entre os homens das diferentes aldeias. Os membros do Nyau são responsáveis por iniciar os jovens na idade adulta, cujo rito de passagem termina com a cerimónia do Gule Wamkulu.
Kankurang, Rito Iniciático Mandinga • Gâmbia, Senegal • 2005
O kankurang é um rito iniciático praticado na região de Casamance do Senegal e da Gâmbia. Segundo a tradição oral, o kankurang tem raízes no Komo, uma sociedade secreta de caçadores cuja organização e práticas esotéricas contribuíram para a emergência do mandinga.
Mascarada do Makishi • Zâmbia • 2005
A mascarada do Makishi é representada no final do mukanda, um rito iniciático para rapazes entre os oito e os doze anos, celebrado por comunidades dos povos luvale, chokwe, luchazi e mbunda do noroeste e oeste da Zâmbia. No início da estação seca, os rapazes deixam as suas casas para viverem entre um e três meses num acampamento no mato. Esta separação do mundo exterior marca a morte simbólica da infância. O mukanda envolve a circuncisão dos iniciados, provas de coragem e lições sobre o seu futuro papel como homens e maridos. A cada iniciado é atribuído um personagem mascarado, que estará com ele durante todo o processo. O Makishi é um desses mascarados, e representa o espírito de um antepassado falecido que regressa ao mundo dos vivos para ajudar os rapazes.
Moussem de Tan-Tan • Marrocos • 2005
O Moussem é um acontecimento económico, cultural e social que tem lugar em Tan-Tan todos os anos. Originalmente uma manifestação espontânea, tomou forma organizada em 1963. Ali se reúnem mais de trinta tribos nómadas do noroeste de África para convívio, comprar, vender e trocar todo o tipo de artigos, competições de criação de camelos e cavalos, celebrar casamentos, consultar ervanários, cantar, declamar poesia, e participar em outras tradições orais e jogos.

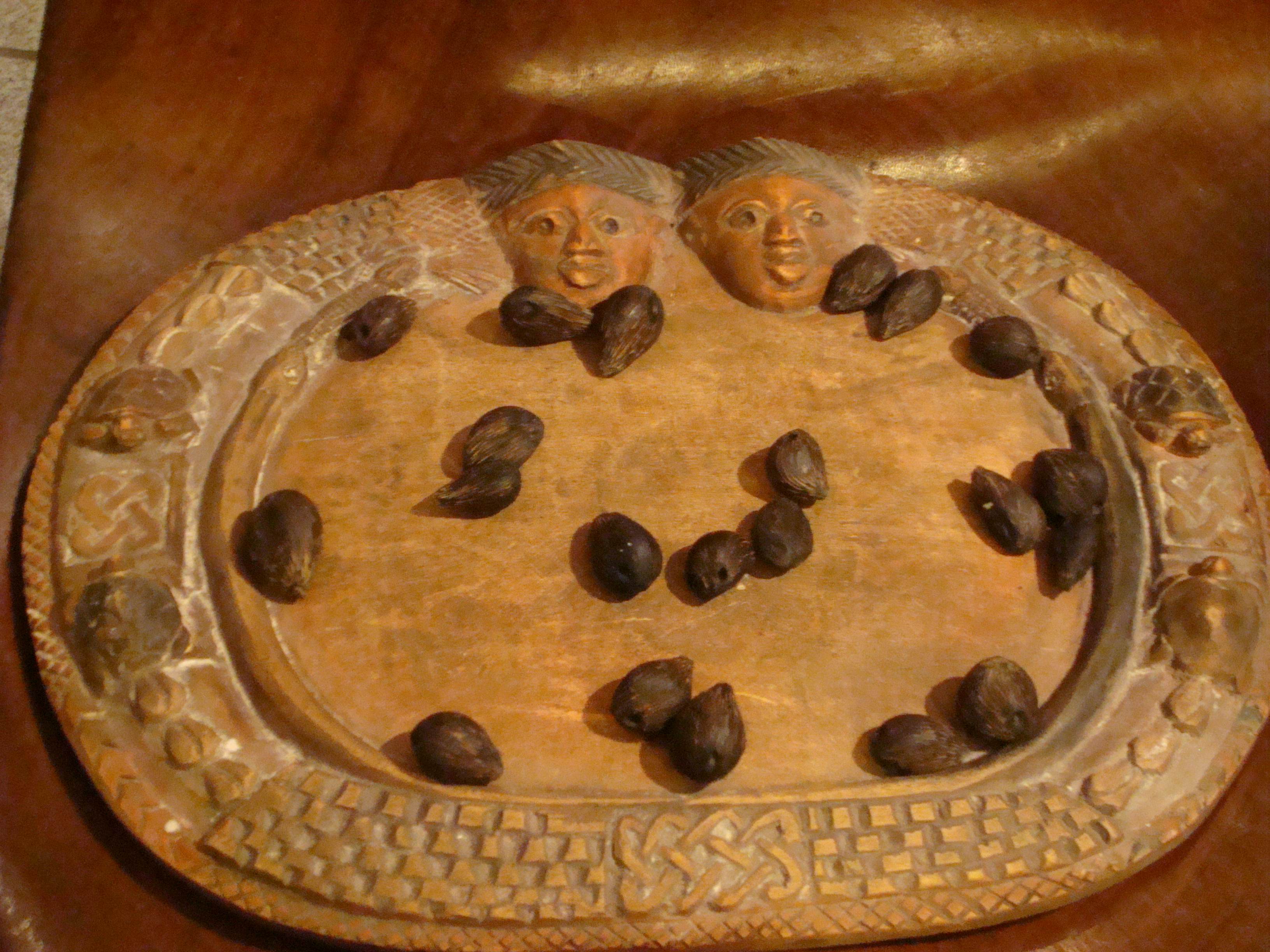
Jogo de iquim no Opom-Ifá

Sistema de Divinação Ifa na Nigéria • Nigéria • 2005
Ifá ou Orunmilá é a divindade da sabedoria e desenvolvimento intelectual dos iorubás. Ao contrário de outras formas de adivinhação da região, o sistema Ifa não depende dos poderes mediúnicos ou oraculares de uma pessoa, mas sim de um sistema de sinais interpretados pelo sacerdote Ifa. O sistema de divinação Ifa é aplicado sempre que se tenha que fazer uma decisão importante, individual ou colectiva.
Tecelagem em Casca de Árvore do Uganda • Uganda • 2005
O fabrico de roupas com casa de árvore é um saber antigo do povo baganda, do reino Buganda do sul do Uganda. O interior da casca da árvore Mutuba (Ficus natalensis) é colhido durante a estação das chuvas, e submetido a um longo processo em que é batido com diferentes tipos de marretas de madeira de forma a suavizar a sua textura e dar-lhe uma coloração uniforme de terracota. A roupa de casca, em forma de toga, é usada por homens e mulheres principalmente durante cerimónias de coroação e de cura, funerais e acontecimentos culturais, mas também é usada para fabricar cortinas, redes mosquiteiras, lençóis e sacos.
Timbila XiChope • Moçambique • 2005
Os XiChope do sul de Inhambane são famosos pela sua música orquestral. As suas orquestras consistem num grupo de cinco a trinta xilofones de diferentes timbres chamados timbila. Os timbila são cuidadosamente fabricados e afinados, e a madeira de excelente qualidade sonora provém da árvore mwenje. A música é transmitida de mestre para mestre. Os ritmos são extremamente elaborados, sendo que muitas vezes um mesmo executante toca em simultâneo ritmos diferentes com a mão esquerda e com a direita.
Trabalhos em Madeira dos Zafimaniry • Madagáscar • 2003
Os zafimaniry são a última comunidade em Madagáscar que retém o conhecimento tradicional de trabalho com madeira. Estas tradições incluem o uso de mais de vinte espécies vegetais, cada uma com o seu uso específico, para fazer bancos, paredes, caixilhos de janelas e ferramentas, sem recorres a pregos ou a outros objectos de metal. As esculturas dos zafimaniry são decoradas segundo um estilo definido, que no entanto dá margem à expressão artística individualizada e ao simbolismo.

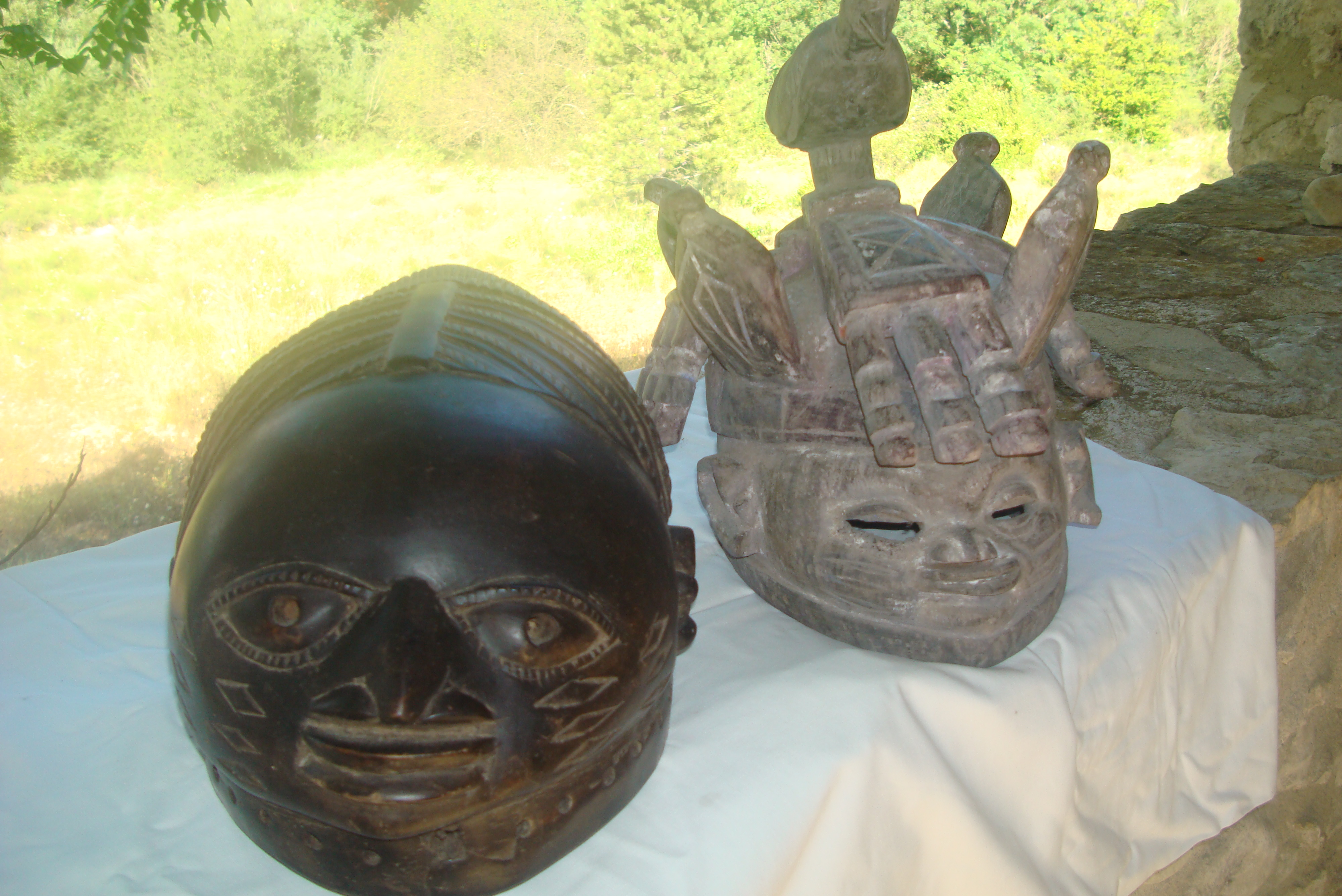
Máscaras Guelede

Tradição oral do Guelede • Benim, Nigéria, Togo • 2001
O Guelede é um festival anual que celebra a sabedoria das mães e das anciãs dos iorubás. O festival inclui o uso de adereço de cabeças pelos homens, disfarçando-se assim de mulheres de forma a aplacar a ira das anciãs da tribo. A dança e a música são parte integrante da cerimónia, que incorpora canto e percussão elaborados.
Tradições Orais dos Pigmeus Aka da África Central • República Centro-Africana • 2003
A tribo pigmeia Aka da África Central têm uma tradição musical que em muito difere dos seus vizinhos. É executada por todos os membros da comunidade, e caracteriza-se pela polifonia e improviso em contraponto. A música Aka faz parte de numerosos rituais relacionados com a caça, funerais e outras ocasiões, e é acompanhada por uma variedade de instrumentos, escolhidos de acordo com a cerimónia em questão.

### América

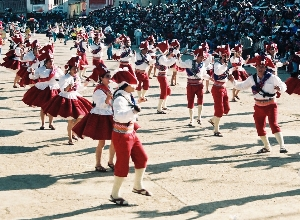
Llamerada, Carnaval de Oruro

Carnaval de Barranquilla • Colômbia • 2003
Barranquilla é uma das cidades da Colômbia com maior diversidade cultural e comércio, já desde o século XIX. O Carnaval de Barranquilla tem lugar nos últimos quatro dias antes da Quaresma, e inclui danças como o paloteo espanhol, o congo africano e os mico y micas nativas. São executados muitos estilos colombianos de música, principalmente a cúmbia.
Carnaval de Oruro • Bolívia • 2001
Oruro foi um local cerimonial na era pré-colombiana, e foi refundado pelos espanhóis em 1606. Foi o local do festival Ito, banido pelos espanhóis no século XVII, mas continuado sob a fachada de celebração cristã: os antigos deuses andinos foram remoldados como santos. Foi associada com o Natal, e era celebrada a 2 de Fevereiro. Actualmente celebra-se antes da Quaresma e dura dez dias. O evento mais importante é a entrada, uma procissão de mais de 28 mil dançarinos e 10 mil músicos, que marcham durante vinte horas.
Complexo do Bumba-meu-boi do Maranhão • Brasil • 2019
O bumba-meu-boi é um rito cultural que faz parte das festividades juninas do Maranhão, resgatando o contexto das relações sociais e  econômicas da região durante o período colonial, marcadas pela monocultura, criação extensiva de gado e escravidão, mesclando a cultura europeia, africana e indígena. envolvendo um conjunto canções, ritmos, coreografias, sátiras, figurinos e bordados. 
Cosmovisão Andina dos Kallawaya • Bolívia • 2003
Os Kallawaya são um povo indígena boliviano da região de Bautista Saavedra. São conhecidos pelas suas técnicas médicas tradicionais, que incluem uma série de cerimónias que formam a base da economia e cultura locais. Os médicos-sacerdotes Kallawaya, exclusivamente homens, difundem o seu conhecimento por toda a América do Sul.
El Güegüense • Nicarágua • 2005
Espaço Cultural da Irmandade do Espírito Santo dos Congos de Villa Mella • República Dominicana • 2001
A Irmandade do Espírito Santo dos Congos de Villa Mella é uma organização composta de músicos especializados nas congas. Teve início no século XVI, e tornou-se parte essencial da cultura Dominicana. Os músicos actuam em festas religiosas, funerais e outras ocasiões, como a Festa do Espírito Santo e a cerimónia Banko, que ocorre três anos após a morte de um indivíduo.
Espaço Cultural de Palenque de San Basilio • Colômbia • 2005
Expressões Orais e Gráficas dos Wajãpi • Brasil • 2003
Festas Indígenas Dedicadas aos Mortos • México • 2003
Frevo • Brasil • 2012
Herança Maroon de Moore Town • Jamaica • 2003
Herança Oral e Manifestações Culturais do Povo Zápara • Equador e Peru • 2001
Os zápara são um dos povos mais antigos da Amazónia. A sua cultura oral inclui grande compreensão da vida natural da floresta de chuva, bem como complexas práticas mitológicas e artísticas.
La Tumba Francesa, Música da Irmandade do Oriente • Cuba • 2003
A província cubana de Oriente é afro-haitiana e é muito conhecida pela tumba francesa, uma fusão da música africana ocidental do Daomé e musica de origem francesa. Os haitianos chegaram à região no início da década de 1790 e formaram sociedades urbanas nos séculos seguintes. A tumba francesa tem um cantor líder (composé), e acompanhamento musical por catá e tambores tumba e coros femininos. As danças tradicionais masón e yubá, associadas à tumba francesa, são lideradas pelo Mayor de Plaza.
Língua, dança e música dos garifuna • Belize, Honduras, Nicarágua • 2001
Os garifuna são um povo descendente de escravos nigerianos naufragados na ilha de São Vicente miscigenados com nativos caribes. Mais tarde, os garifuna mudaram-se para a América Central, e são mais numerosos no Belize. A música e dança dos garifuna combina elementos africanos e indígenas; a língua é considerada do grupo arawak.
Rabinal Achí, Dança Teatral • Guatemala • 2005
O Rabinal Achí é um drama dinástico maia do século XV – um raro exemplo das tradições pré-Hispânicas. Inclui mitos cosmogónicos e aborda assuntos populares e políticos dos habitantes da região de Rabinal, expressados através de danças mascaradas, teatro e música.
Samba de Roda do Recôncavo Baiano • Brasil • 2005
Taquile e sua Arte Têxtil • Peru • 2005
Tradição do Teatro Dançado Cocolo • República Dominicana • 2005
Tradições Pastorais e Carros de Bois da Costa Rica • Costa Rica • 2005

### Ásia

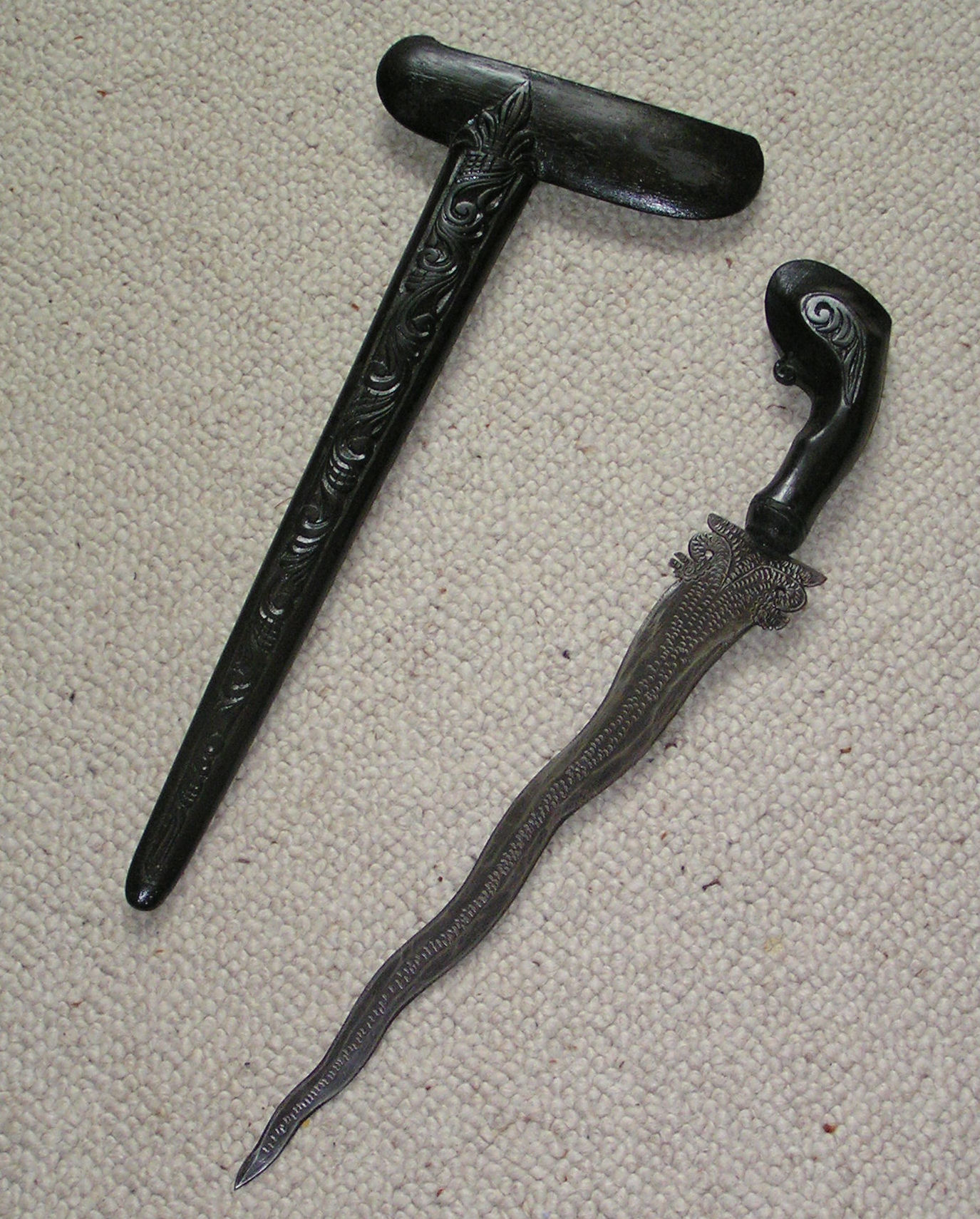
Kris

Akyns, Contadores de Épicos Quirguizes • Quirguistão • 2003
Os akyns são contadores de épicos dos quirguizes, performances de canção e poesia de raízes ancestrais. As técnicas dos akyns são transmitidas oralmente, e incluem a trilogia Manas (Manas, Semetey e Seitek) com mais de um milénio de existência. Muitos dos épicos são semi-históricos, e são acompanhados por um alaúde de três cordas chamado komuz.
Ballet Real do Camboja • Camboja • 2003
A dança clássica khmer faz parte das tradições cambojanas há mais de um milénio, e tem celebrado coroações, funerais e casamentos reais. O ballet usa quatro personagens principais: o macaco Sva, o gigante Yeak, a mulher Neang e o homem Neayrong, que podem ser distinguidos pelas suas máscaras, trajes e gestos.
Cantos Baul • Bangladesh • 2005
Os Bauls são trovadores místicos do Bangladesh rural e do Bengala Ocidental, na Índia. O movimento Baul atingiu o clímax no século XIX e início do século XX. A sua música e estilo de vida influenciaram uma larga camada da cultura bengali. Os Bauls ganham a vida cantando acompanhados pela ektara, um instrumento de uma corda, e por um tambor chamado dubki. Os Bauls pertencem a uma tradição devocional pouco ortodoxa, influenciada pelo hinduísmo, budismo, vasinavismo bengali e sufismo. Os Bauls não se identificam com nenhuma religião organizada nem com o sistema de castas, e são admirados tanto pela sua música e poesia, como por esta liberdade pessoal. A poesia, música, canto e dança dos Baul têm como alvo encontrar o relacionamento do homem com Deus e a libertação espiritual.
Canções de Sanaa • Iémene • 2003
A música tradicional do Iémene data do século XIV. Deriva da poesia clássica e é parte importante das actividades sociais, rituais e cerimónias iemenitas. O cantor é acompanhado por um qanbus (alaúde) e um sahn nuhasi, um tabuleiro de cobre equilibrado nos polegares e percutido com os restantes dedos. A música corresponde a diversas melodias típicas; é no entanto ricamente embelezada através do improviso.
Canto Épico Pansori • Coreia do Sul • 2003
O pansori é uma performance que usa contadores-trovadores acompanhados por um tambor. Uma actuação pode durar mais de oito horas. Esta tradição teve origem no sudoeste da Coreia no século XVII, espalhando-se através da gente comum até alcançar a popularidade junto da população urbana sofisticada em finais do século XIX. Certos elementos narrativos do pansori datam já do período Joseon, e incluem temas como o amor, o luto e a família.
Cantos Hudhud dos Ifugao • Filipinas • 2001
A comunidade ifugao é conhecida pelos cantos hudhud, que datam pelo menos do século VII. Há mais de duzentos cantos, cada um composto por 40 episódios; todos os versos hudhud partilham uma única melodia. O cantor principal é uma mulher, e o seu irmão tem um papel de maior destaque que o marido. Estes cantos empregam técnicas literárias complexas, como a onomatopeia, a metáfora e a metonímia.
Dança da Máscara dos Tambores de Drametse • Butão • 2005
A Ngacham (“dança da máscara”) de Drametse é uma dança religiosa e cultural executada em honra do guru budista Padmasambhava durante o Festival de Drametse. Tem lugar duas vezes no ano, nos meses quinto e décimo do calendário butanês, no Mosteiro Ogyen Tegchok Namdroel Choeling (distrito de Mongar, Butão Oriental). A dança, executada há séculos neste lugar, compõe-se de dezasseis dançarinos em traje monástico e máscaras de madeira imitando animais reais e míticos, acompanhados por uma orquestra de dez músicos dirigidos por um tocador de címbalos. A dança tem uma parte calma e contemplativa, que representa os deuses pacíficos, e uma parte rápida e atlética, em que os dançarinos simbolizam deuses irados. Com o tempo, a Ngacham passou de um evento para Drametse e aldeias vizinhas, para uma representação da identidade de toda a nação butanesa.
Épico Darangen do Povo Maranao do Lago Lanao • Filipinas • 2005
O darangen (língua maranao: “narrar em canção”) é um antigo canto épico rico em conhecimentos sobre o povo maranao, que vive na região do lago Lanao da ilha de Mindanao. Em 17 ciclos e 72 mil linhas, celebra passagens da história dos maranao e tribulações dos seus heróis míticos, explorando ainda os temas da vida e da morte, namoro, política, amor e estética através de simbologia, metáfora, ironia e sátira. O darangen também codifica leis, padrões sociais e ética, e é usado como referência pelos anciãos na aplicação da lei. É um testemunho da cultura pré-islâmica do povo maranao.
Espaço Cultural dos Gongos • Vietname • 2005
O espaço cultural dos gongos nas montanhas centrais do Vietname cobre diversas províncias, e praticamente dezassete grupos étnicos minoritários, pertencentes aos grupos linguísticos austro-asiático e austronésio. Estas populações praticam agricultura de subsistência e desenvolveram as suas próprias tradições, estilos decorativos e tipos de habitação. As suas crenças incluem o culto dos antepassados, xamanismo e animismo. Intimamente ligadas ao dia-a-dia e ao ciclo das estações, estas crenças formam um mundo místico onde os gongos intervêm como a linguagem privilegiada de comunicação entre os homens, as divindades e o sobrenatural. Por trás de cada gongo oculta-se um deus ou deusa, que é tão mais poderoso quanto mais velho seja o gongo. Cada família detém pelo menos um gongo, que indica a riqueza, autoridade e prestígio da família, assegurando a sua protecção. O gongo está presente em todos os rituais da vida comunitária como o principal instrumento cerimonial.
Espaço Cultural dos Bedu de Petra e Wadi Rum • Jordânia • 2005
Os beduínos (Bedu) são um povo pastoral semi-nómada que habita no sul da Jordânia, particularmente perto de Petra e de Wadi Rum, uma região de deserto e de planaltos semi-áridos. Estas condições têm possibilitado a co-existência de comunidades nómadas e sedentárias, que mantém um relacionamento complementar, e permitiram aos Bedu preservar conhecimentos específicos sobre a flora e a fauna da região, medicinas tradicionais, criação de camelos, fabrico de tendas, rastreio de animais e escalada, e rituais relacionados com a arte de fazer café e com a hospitalidade. Os Bedu desenvolveram um profundo conhecimento do seu ambiente, grande criatividade cultural, e um código social e moral complexo – tudo isso transmitido oralmente.
Espaço Cultural e Cultura Oral dos Semeiskie • Federação Russa • 2001
Os Semeiskie são uma comunidade de “Velhos Crentes” separados da Igreja Ortodoxa nas reformas do século XVI, residentes na região Transbaikal. Relocalizaram-se ali sob Catarina, a Grande e retiveram muitos elementos arcaicos da sua cultura, incluindo o dialecto russo do sul. Os corais Semeiskie derivam da música litúrgica russa da Idade Média, e incluem canto polifónico.
Espaço Cultural do Distrito de Boysun • Uzbequistão • 2001
Boysun é uma região do Uzbequistão, habitada desde tempos imemoriais. Há muito parte de uma encruzilhada cultural, Boysun conta com uma quantidade de religiões como o islão, budismo, zoroastrianismo, xamanismo, e rituais como o festival de Navruz na Primavera, que invoca o deus da chuva, e o rito familiar 40 dias após o nascimento da criança para afugentar espíritos malignos. São comuns os cânticos tradicionais, usando temas dos épicos nacionais, acompanhados por instrumentos de sopro e cordas.
Festival Gangneung Danoje • Coreia do Sul • 2005
O Festival Gangneung Danoje tem lugar na cidade e arredores de Gangneung, a leste da cordilheira dos montes Taebaek na península da Coreia, em honra do deus da montanha e dos deuses e deusas secundárias. O ritual xamanístico ocorre no monte Daegwallyeong, e engloba música tradicional e canções populares Odokddegi, o teatro mascarado Gwanno, poesia narrativa oral e diversos passatempos populares. Na feira de Nanjang, o maior mercado ao ar livre da Coreia e actualmente parte do festival, são vendidos produtos e artesanato local, e têm lugar concursos, jogos e actuações de circo.
Hikaye Palestiniana • Palestina • 2005
A Hikaye palestiniana é uma forma narrativa contada por mulheres a outras mulheres ou crianças. Os contos são fictícios, mas lidam com questões reais das famílias e da sociedade árabe do Médio Oriente; assim, a Hikaye mostra um ponto de vista crítico feminino relativamente à sociedade. A maioria dos conflitos narrados nos contos descrevem mulheres divididas entre o dever e o desejo. O poder da narrativa está no uso de linguagem particular, ênfase, ritmo e inflexão vocal de forma a capturar a atenção dos ouvintes, e assim imergi-los num mundo de imaginação e fantasia.
Kabuki • Japão • 2005
Kabuki é uma forma de teatro japonês, conhecida pela estilização do drama e pela elaborada maquiagem usada por seus atores. O significado individual de cada ideograma é canto (ka), dança (bu) e habilidade (ki), e por isso a palavra kabuki é às vezes traduzida como “a arte de cantar e dançar”. Sua origem remonta ao início do século XVII.
Kris Indonésio • Indonésia • 2005
O kris ou keris é um punhal assimétrico da Indonésia. Ao mesmo tempo arma e objecto espiritual, são-lhe muitas vezes atribuídos poderes mágicos. Os krises mais antigos datam de 1360, e o seu uso espalhou-se a partir dali para todo o Sudeste Asiático.

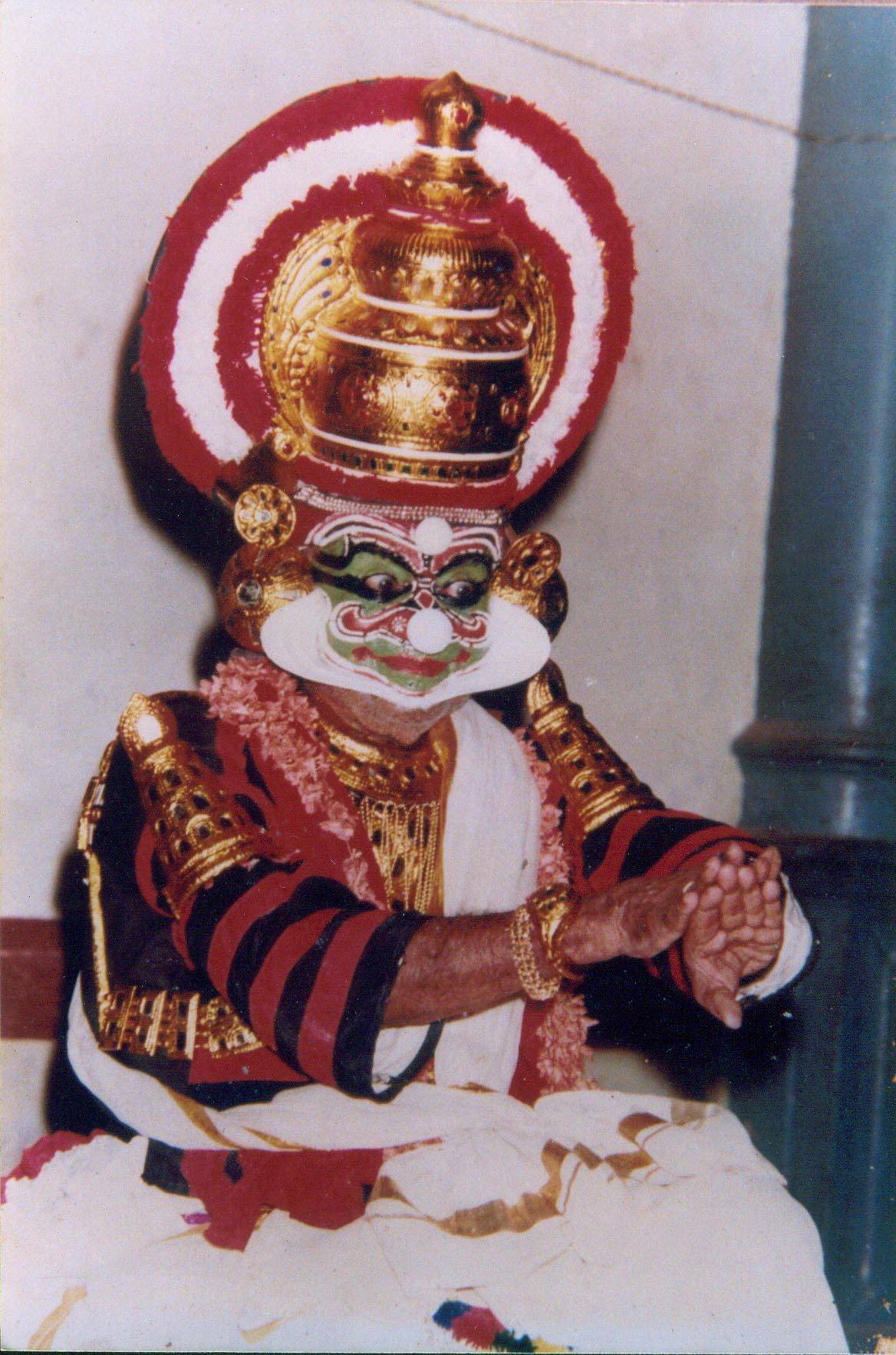
Kutiyattam

Kutiyattam, Teatro Sânscrito • Índia • 2001
O Kutiyattam é a mais antiga tradição teatral da Índia. Tem origem sânscrita e encontra-se no estado de Kerala. É apresentado em teatros existentes dentro dos templos hindus, chamados Kuttampalams. Esta tradição tem já dois mil anos. De origem sagrada e estritamente controlada, o Kutiyattam é hoje mais acessível embora se mantenham os elementos espirituais, como a purificação dos actores e uma lamparina acesa durante toda a representação para simbolizar a presença divina. As técnicas altamente estilizadas são regidas por regras rigorosas, que até há pouco tempo estavam registadas em manuais guardados secretamente por famílias específicas.
Mak Yong • Malásia • 2005
Esta antiga forma teatral criada pelas comunidades malaias da Malásia combina actuação, música vocal e instrumental, gestos e trajes elaborados. Específico das aldeias de Kelantan no noroeste do país, onde a tradição tem origem, o Mak Yong é representado principalmente como entretenimento ou como ritual de cura.
Maqam do Iraque • Iraque • 2003
Maqam é a música clássica do Iraque – uma antiga tradição que tem raíz comum no Irão, Uzbequistão e Azerbaijão. O maqam usa técnicas complexas de improvisação dirigidas pelo qari (vocalista) acompanhado pela tshalghi (orquestra), composta por dumbak (tambor de mão), daff (tamborim), santur (dulcimer com baquetas) e jawzah (rabeca). O repertório maqam tem origem na poesia árabe clássica.
Muqam Uigur de Xinjiang • China • 2005
A comunidade uigur é uma das maiores minorias étnicas da República Popular da China. A região de Xinjiang tem sido marcada ao longo dos séculos por um elevado grau de intercâmbio cultural entre Oriente e Ocidente, particularmente pela sua localização na Rota da Seda. O muqam uigur de Xinjiang é uma amálgama de canções, danças, música popular e clássica, de grande diversidade de conteúdo e estilos. As canções variam em rima e métrica, e são representadas a solo ou em grupo. As letras incluem tanto baladas populares, como poemas dos mestres clássicos uigures. Assim, as canções abrangem uma variedade de estilos, tais como poesia, provérbios, narrativa popular, e tópicos populares tais como o elogio ao amor e a contemplação da vida, e reflectem tanto a história como a vida quotidiana da sociedade uigur.
Música Guqin • China • 2003
O guqin é um instrumento semelhante a uma cítara com cerca de três mil anos de existência. As técnicas instrumentais tornaram-se parte integrante da cultura intelectual chinesa particularmente durante a Dinastia Han: os intelectuais deveriam aprender guqin, go, pintura chinesa e caligrafia. O próprio instrumento é bastante complexo: para o tocar são necessárias mais de cinquenta técnicas de dedilhação.
Música Shashmaqom • Tajiquistão e Uzbequistão • 2003
Shashmaqom é um tipo de música clássica da Ásia Central que usa uma variedade de técnicas literárias, melodias e ritmos, e estilos tanto vocais, como instrumentais. As actuações podem ser por um grupo de cantores, por apenas um indivíduo, ou por uma orquestra de instrumentos de sopro, percussão e cordas.
Música Tradicional do Morin Khuur • Mongólia • 2003
O morin khuur é uma rabeca de duas cordas que já faz parte da cultura da Mongólia pelo menos desde o império Mongol do século XIII. O instrumento é parte importante de cerimónias e é tocado segundo diversas técnicas, normalmente a solo, mas por vezes acompanhando canto longo, histórias ou danças. Algumas melodias morin khuur são usadas para domar animais.
Nha Nhac, Música de Corte Vietnamita • Vietname • 2003
Nha nhac é uma forma clássica de música e dança vietnamita bastante diversificada, desenvolvida desde a dinastia Le (século XV) e a dinastia Nguyen (século XX). A música é tocada para celebrar feriados, funerais, coroações e cerimónias importantes. As orquestras, com grande variedade de instrumentos de percussão bem como sopros e cordas, acompanham um grande número de cantores e bailarinos, todos eles vestindo trajes elaborados.
Olonkho, Epopeia Heróica Yakut • Federação Russa • 2005
O termo “Olonkho” designa os textos poéticos de numerosos épicos yakuts. O olonkho pertence às mais ancestrais artes épicas dos povos turco-mongóis. É representado na República de Sakha, situada no nordeste da Federação Russa. Este acervo literário diversificado (os contos variam de dimensão entre dez linhas e 50.000) é usado como forma de educação; descreve as crenças, valores e xamanismo, interpreta e explica diferentes aspectos da realidade, e consiste em numerosas lendas sobre os feitos dos booturs, os guerreiros da nação yakut.
Ópera Kunqu • China • 2001
A ópera kunqu será a mais antiga forma de ópera chinesa, do tempo da dinastia Ming (séculos XIV–XVII). Kunqu recorre a dois papéis principais, um masculino e um feminino, bem como um velho e diversos papéis cómicos. As performances incluem música e dança, e são acompanhadas por diversos instrumentos de cordas, sopro e percussão.
Ramlila: Representação Tradicional do Ramayana • Índia • 2005
Ramlila, literalmente “o teatro de Rama”, é uma performance do épico Ramayana sob a forma de uma sequência de cenas que incluem canção, narração, recital e diálogo. É representado em todo o norte da Índia durante o festival de Dussehra, que tem lugar todos os anos em Outubro ou Novembro, segundo o calendário ritual. As Ramlilas mais representativas são as de Ayodhya, Ramnagar e Benares, Vrindavan, Almora, Sattna e Madhubani.
Recitação Védica • Índia • 2003
Os Vedas (sânscrito: “o saber”) são uma antiga colecção de filosofia, mitologia e poesia sânscrita, desenvolvida há mais de 3.500 anos pelos arianos. Incluem o Rig Veda (uma colecção de hinos), o Sama Veda (acompanhamento musical), o Atharva Veda (feitiços e cerimónias) e o Yajur Veda (orações e rituais). Os versos dos Vedas são entoados de forma tradicional, e foram transmitidos principalmente de forma oral.

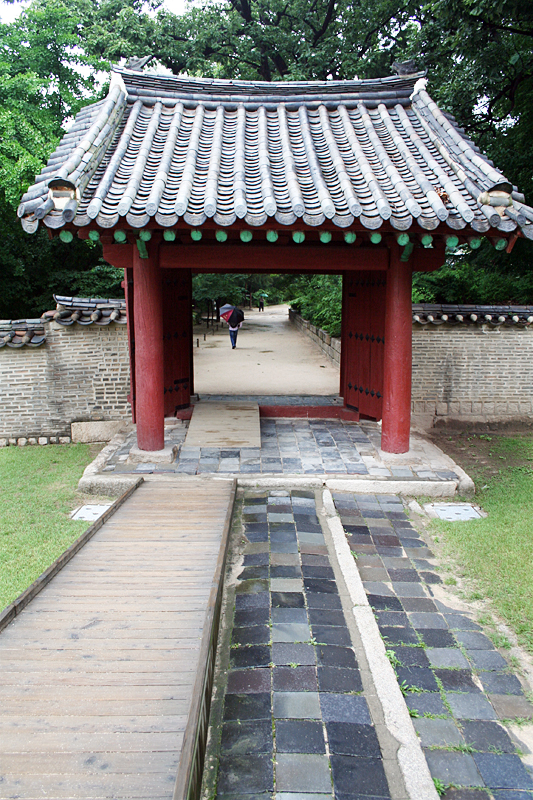
Jongmyo

Rito Real Ancestral e Música Ritual no Santuário de Jongmyo • Coreia do Sul • 2001
Jongmyo é um santuário confucionista em Seoul, local de um rito anual executado no primeiro Domingo de Maio pelos descendentes da família real coreana. O rito tem origem chinesa, embora já tenha sido extinto na China, e inclui uma oração pelos antepassados, música e dança. A forma moderna do ritual data do século XV. Começa com a oferta de manjares e libações pelos sacerdotes, seguida de música tocada com flautas, cítaras, sinos, gongos e alaúdes, e de uma dança por 64 dançarinos que apresentam uma alternância entre Yin e Yang.
Sbek Thom, Teatro de Sombras dos Khmer • Camboja • 2005
O Sbek Thom é um teatro de sombras khmer que usa fantoches não articulados com dois metros de altura, feitos em couro. Anterior ao período angkoriano, o Sbek Thom é considerado sagrado, tal como o ballet real e o teatro de máscaras. As performances, dedicadas as divindades, tinham lugar apenas em algumas ocasiões específicas do ano, tal como o ano novo khmer, o aniversário do rei ou a veneração de pessoas famosas. O teatro de sombras foi enfraquecido após a queda de Angkor no século passado. Evoluiu no entanto de uma actividade cerimonial para uma forma de arte, embora retenha a sua dimensão ritualista.
Teatro de Marionetas Ningyo Jōruri Bunraku • Japão • 2003
Ningyo Jōruri Bunraku é uma arte de palco que engloba marionetas, canto e acompanhamento musical. Surgiu no século XV da junção do teatro Jōruri com a manipulação de fantoches. As narrativas desta forma antiga de Ningyo Jōruri Bunraku derivaram do sewamono (teatro contemporâneo) e do jidaimono (peças históricas). O teatro atingiu a sua forma actual no final do século XIX the 19th century, em que três bonecreiros manipulam enormes fantoches enquanto um músico toca o shamisen e um narrador (tayu) descreve as acções e os personagens.
Teatro de Marionetas Wayang • Indonésia • 2003
O Wayang é um teatro de marionetas com origem na ilha de Java, hoje espalhado por toda a Indonésia. As marionetas podem ser feitas de madeira, ou serem silhuetas projectadas numa tela iluminada. A representação é acompanhada com instrumentos de bronze e gamelão. As tradições da narrativa Wayang têm origem não só no arquipélago indonésio, como na Índia e Pérsia.
Teatro Nōgaku • Japão • 2001
Iniciado com a importação do teatro Sangaku (Sarugaku) chinês no século VIII, o Nōgaku adquiriu a sua forma actual no século XIV e é a principal forma de teatro japonês. Existe em duas formas: o Nō com um narrador sobrenatural e actores mascarados, e o Kyōgen, cómico e mais semelhante à tradição Sangaku. O texto do Nōgaku é falado na linguagem do povo entre os séculos XII e XVI.
Urtiin Duu, Cantos Longos Tradicionais Mongóis • Mongólia, China • 2005
O urtiin duu, ou “canto longo”, é uma forma de expressão ritual que detém um lugar destacado na sociedade mongol. É executado em casamentos, na inauguração de uma nova casa, no nascimento de uma criança, na marcação dos bezerros, no naadam e em outras celebrações sociais e religiosas das comunidades nómadas da Mongólia. É um canto lírico em 32 versos com uma melodia extremamente elaborada louvando a beleza da estepe, montanhas e rios, o amor aos pais ou a amigos íntimos, expressando reflexão sobre o destino humano. Os urtiin duu encontram-se registados desde o século XIII, e pensa-se que tenham cerca de dois mil anos.

### Europa
Arte Chocalheira • Portugal • 2015
Artes dos Meddah, Contadores de Histórias Públicos • Turquia • 2003
Bistritsa Babi (Avozinhas de Bistritsa) – Polifonia, Danças e Rituais Arcaicos da Região de Shoplouk • Bulgária • 2005
Căluş • Roménia • 2005
Cante Alentejano • Portugal • 2014
género musical tradicional do Alentejo, Portugal. O cante nunca foi a única expressão de música tradicional no Alentejo, sendo aliás mais próprio do Baixo Alentejo que do Alto. Com o cante coexistiram sempre formas instrumentais de música com adaptação de peças entre os géneros. A 27 de Novembro de 2014, durante a reunião do Comité em Paris, a UNESCO considerou o Cante Alentejano como Património Cultural Imaterial da Humanidade.
Canto A Tenore, Expressão da Cultura Pastoral da Sardenha • Itália • 2005
O canto A Tenore desenvolveu-se dentro da cultura pastoral da Sardenha. É uma forma muito específica de canto polifónico gutural executado por um grupo de quatro homens com quatro vozes diferentes: bassu, contra, boche e mesu boche. Os cantores formam um círculo de pé; o solista canta um excerto de prosa ou um poema, enquanto as outras vozes executam o acompanhamento. De forma a ouvir a sua própria voz e em simultâneo a dos outros cantores, e assim atingir perfeita harmonia, os cantores tapam um dos ouvidos com a mão.
Canto Polifónico Georgiano • Geórgia • 2001
O canto polifónico é uma antiga tradição da Geórgia, presente pelo menos desde o século IV, altura em que o Cristianismo se tornou religião oficial. Consiste em quatro tipos principais (polifonia monotónica, em contraponto, paralela e ostinato). A Suanécia, região montanhosa no noroeste, apresenta a polifonia paralela; a Geórgia ocidental tem o contraponto com yodel; a Caquécia na Geórgia oriental apresenta uma forma de canto em diálogo de solistas com um fundo de polifonia monotónica; e todas as regiões da Geórgia apresentam polifonia de tipo ostinato. Entre as tradições da Caquécia conta-se a melodia Chakrulo, perfeitamente sui generis.
Carnaval de Binche • Bélgica • 2003
Celebrações de Música e Dança do Báltico • Letónia, Estónia e Lituânia • 2003
Escultura de Cruzes e o seu Simbolismo na Lituânia • Lituânia, Letónia • 2001
Espaço Cultural Kihnu • Estónia • 2003
As ilhas bálticas de Manija e Kihnu albergam um pequeno grupo tradicional de habitantes. Durante muitos anos, os homens de Kihnu foram buscar modo de vida no mar e as mulheres tornaram-se guardiãs do património cultural das ilhas - o que inclui artesanato, danças, jogos e música. A música é especialmente importante nas tradições das ilhas, e acompanha o artesanato, festas religiosas, e outras cerimónias. Antigas canções ao estilo runo são também importantes, tal como as vestes tradicionais com adornos e cores vivas e brilhantes que simbolizam antigas lendas e poemas.
Fado, estilo musical • Portugal • 2011
O fado é um género musical português de tema e forma variados mas frequentemente acompanhado por guitarra portuguesa e viola. O reportório dos fadistas explora muitos temas, tanto melancólicos como a saudade, o amor não correspondido ou ausente, os ciúmes, a nostalgia do passado, as dificuldades da vida ou o exílio, como alegres como os episódios pitorescos da vida, o amor e cenas do quotidiano, por vezes com ironia. Há dois géneros principais: o fado de Coimbra e o fado de Lisboa.
Fujara e a sua Música • Eslováquia • 2005
Fujara, uma flauta extremamente longa, com três orifícios para os dedos tocada por pastores eslovacos, é considerada parte integrante da cultura tradicional da Eslováquia Central.

Gigantes e Dragões Processionais da Bélgica e França • Bélgica, França • 2005
Iso-polifonia Popular Albanesa • Albânia • 2005
Mistério de Elx • Espanha • 2001
O Mistério de Elx é uma encenação teatral que recria a morte, assunção e coroação da Virgem Maria, e que tem sido levada a cena ininterruptamente na Basílica de Santa Maria de Elche desde meados do século XV. O drama é inteiramente cantado, sendo composto por dois atos em 14 e 15 de agosto. O texto é maioritariamente em língua valenciana, com alguns trechos em latim e é composto por secções solistas ao modo medieval que alteram com polifonia ao estilo barroco e renascentista.
Mugam do Azerbaijão • Azerbaijão • 2003
Música Duduk • Arménia • 2005
O duduk, ou oboé arménio (também chamado tsiranapokh ou gaita do damasqueiro) é um instrumento de palheta simples ou dupla feito de madeira de alperce, com um timbre quente, suave e levemente anasalado. A cana usada para a palheta, chamada ghamish ou yegheg, é uma planta nativa que cresce nas margens do rio Arax. As raízes deste instrumento datam do reino de Tigran o Grande (95 a.C.-55 a.C.). O duduk acompanha músicas tradicionais arménias, e é tocado em eventos sociais tais como casamentos e funerais.
Opera dei Pupi, Teatro de Marionetas Siciliano • Itália • 2001
A Opera dei Pupi é um tipo de teatro de marionetas que surgiu no início do século XIX na Sicília. Nestas performances, são narrados contos de cavalaria, poemas italianos e histórias das vidas de santos e bandidos - com partes improvisadas pelos bonequeiros. As duas principais escolas da Opera dei Pupi são a da Catânia e a de Palermo, que se distinguem pelas características das marionetas e pelas técnicas de as manipular, além de diferenças no cenário. Estes métodos passaram de geração em geração muitas vezes em ambiente familiar, e hoje as marionetas são feitas por artesãos especializados.
Patum de Berga • Espanha • 2005
A Patum de Berga é uma festa religiosa popular que preservou as suas raízes pagãs, apesar de certos elementos terem sido reinterpretados pelo Catolicismo. Anteriormente consistiu num conjunto de representações teatrais e numa variedade de efígies o figuras colocadas nas ruas, e tem acompanhado as procissões do Corpo de Cristo desde a Idade Média. Actualmente, as figuras realizam uma série de danças na praça seguidas por uma multidão de pessoas, e usando o fogo profusamente. Entre as efígies contam-se turcos, cavalos, demónios, dragões, águias, anões de cabeças enormes, e gigantes; todas as figuras se reúnem na dança final, o Tirabol.
Sema dos Mevlevi • Turquia • 2005
Os Mevleviye são uma ordem sufi fundada em 1273 em Cônia, de onde se expandiu por todo o Império Otomano. Actualmente existem Mevleviye em comunidades turcas por todo o mundo, mas os de Cônia e Istambul são particularmente famosos. Os Mevleviye são famosos pelas suas danças rodopiantes, denominadas Sema.
Slovácko Verbuňk, a Dança dos Recrutas • República Checa • 2005

### Oceania
Desenhos na Areia de Vanuatu • Vanuatu • 2003
Os desenhos na areia de Vanuatu são uma forma ritual de expressão produzida por especialistas, que usam um único dedo para compor padrões geométricos complexos, e no entanto produzidos com uma única linha. Os símbolos são usados para comunicar entre os diferentes povos de Vanuatu, bem como para registar rituais, história, canções e conhecimentos. Os desenhos na areia tipicamente executam diversas funções em simultâneo, podendo ser lidos ao mesmo tempo como arte, informação, mensagens, pensamentos contemplativos e ilustração narrativa.
Lakalaka, Danças e Discursos Cantados de Tonga • Tonga • 2003
A tradição lakalaka de Tonga inclui música, dança e oratória, e é executada em celebrações importantes como coroações e o aniversário da constituição. O lakalaka tem raízes numa dança local chamada me'elaufola, e atingiu a forma moderna, no século XIX. As performances de grupos de centenas de indivíduos em filas, divididos por sexos, cada qual com o seu estilo. A tradição é liderada por um poeta,  compositor e coreógrafo designado punake.